# یزد
یَزد شهری است در مرکز ایران، و مرکز استان یزد و شهرستان یزد است. یزد به عنوان نخستین شهر خشت خام جهان معروف است و به عنوان نخستین شهر تاریخی ایران و بیست‌ودومین اثر تاریخی کشور در فهرست میراث جهانی یونسکو به ثبت رسیده است. همچنین یزد به عنوان شهر جهانی زیورآلات نیز به ثبت یونسکو رسیده است.
شهر یزد یکی از قطب‌های پزشکی و فرهنگی و تاریخی ایران به‌شمار می‌آید و نخستین صندوق امانات جهان ۱۷۰۰ سال پیش در حوزه تمدن این شهر بنا نهاده شده است. اوج آبادانی یزد، از سدهٔ هشتم هجری به بعد بوده و اتابکان یزد از مهم‌ترین عوامل پیشرفت این شهر در سده‌های گذشته به‌شمار می‌روند. بافت تاریخی شهر یزد در تاریخ ۱۶ اسفند ۱۳۸۴ با شماره ثبت ۱۵۰۰۰، به‌عنوان یکی از آثار ملی ایران به ثبت رسیده است. یزد به عنوان شهر بادگیرها، شهر تاریخ و ترمه و تمدن شهر سوغات، دارالعباده، دارالعلم و دارالعمل، شهر دوچرخه‌ها، شهر شیرینی، شهر قنات و قنوت و قناعت و شهر مردمان خون‌گرم نیز معروف است.

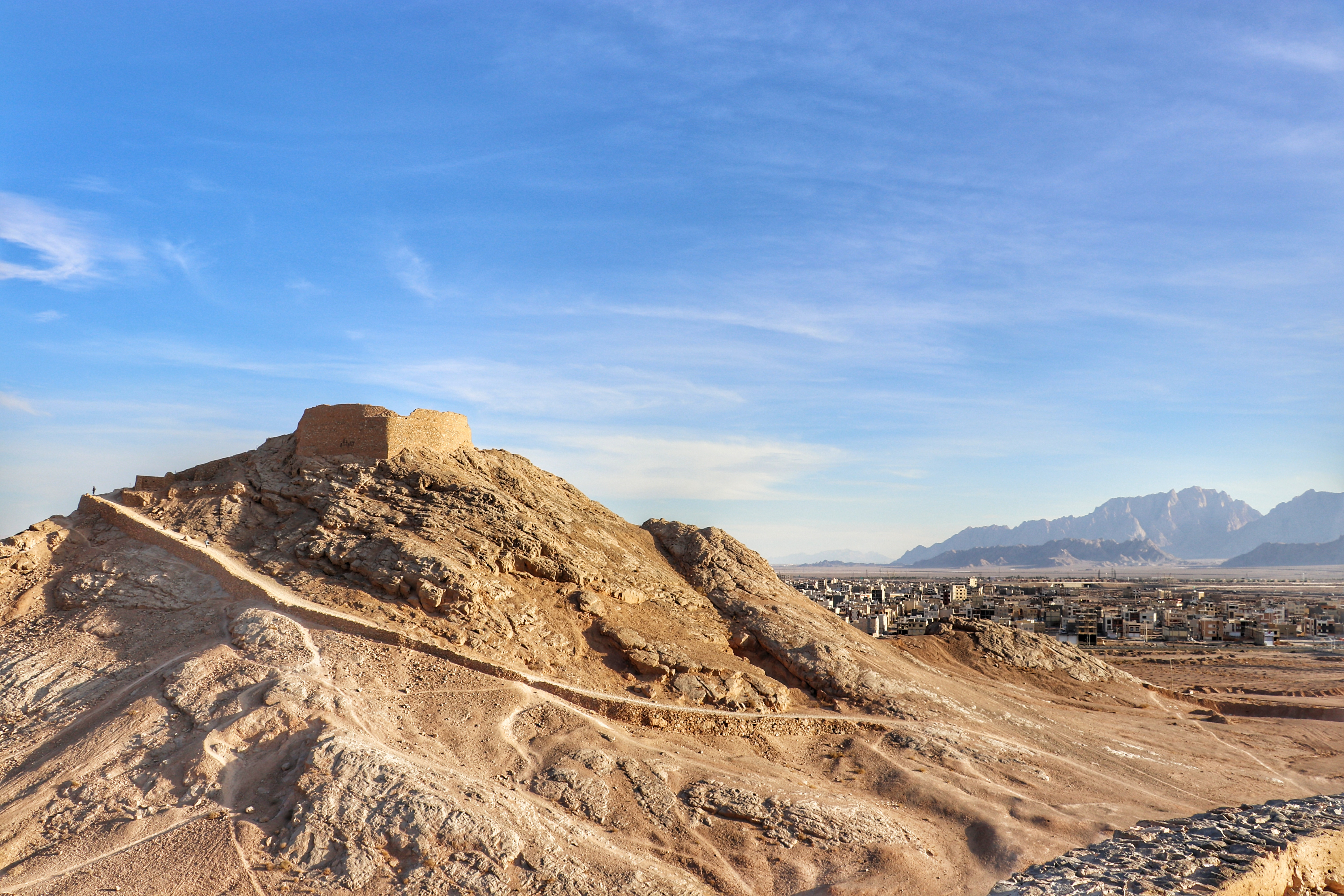

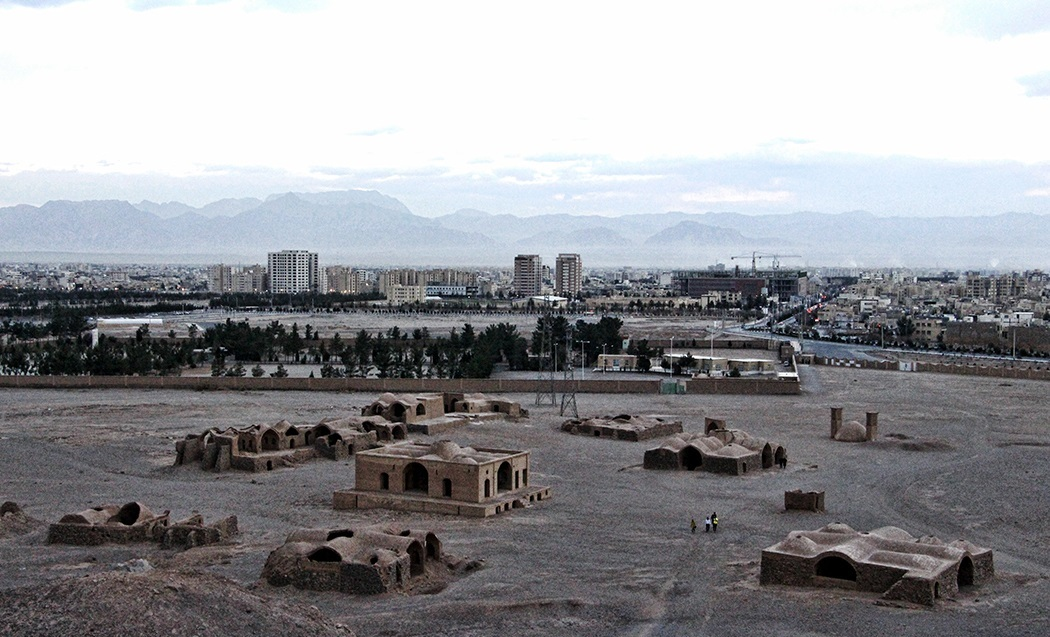
نمایی از مناطق روستایی قدیم و تازه شهر شدهٔ یزد از منطقه مهرآوران و صفائیه و اطلسی و دخمه زرتشتیان.

## نام
واژهٔ یزد، در لغت به معنای سپند و پاک بوده و وجه‌تسمیهٔ این شهر، سرزمین مقدس و شهر خدا است.
واژه‌هایی که در مدارک تاریخی مربوط به پیش از اسلام، ماد و پارت و نیز پیش از ورود آریایی‌ها تا دوران کنونی به یزد داده شده است عبارتند از:
الف: ایز - ایزاطیخه – ایزدیس – عیسی تیس – ایستخای
ک: کت – کتروا - کته – کث – کثه – که – کهثه
گ: گث – گبست
د: دارالسیاده – دارالشیعه – دارالمؤمنین - دارالعلم - دارالعباده
ی: یزجی – یزد – یزدان شهر - یزدان گرد – یست – یسدی – یسن – یکس
واژه «یزش» به معنای ستایش و نیایش در زبان پارسی میانه است.
ابن بلخی در کتاب فارسنامه که در سده ششم هجری تألیف شده، نام اصلی یزد را «کثه» نامیده و احمد بن حسین بن علی کاتب نیز در سده نهم در کتاب تاریخ یزد نام «کثه» را تأیید نموده که معنی شهر کوچک است، زیرا در پارسی باستان این واژه به معنای کوچک است زیرا کثه در مقایسه با ایساتیس (خویدک کنونی) که شهر بزرگی بود در حومه یزد قرار داشته و کوچک بوده است.
اصطخری دربارهٔ یزد می‌گوید: «کثه مرکز یزد، شهری است درحاشیه کویر دارای هوای خوب و در عین حال واجد آسایش و تنعم شهرهای بزرگ است». واژه یزد نامی است باستانی، که ریشه در «یشت» یا «یزت» و «یسن» دارد، با مفاهیمی چون ستایش، نیایش، پرستش، ایزد و … که یکی از فصول پنجگانه اوستا هم، با یکی از این نام‌ها یعنی یشت خوانده شده است.
ایساتیس از دو جزء «ایسا» و «تیس» تشکیل شده است. جزء اول، در معنای «عالی، مقدس، سترگ، بالایی» در دیگر نام‌های آن ناحیه به صورت «فرا»، «کُ» و «گُ» مشاهده می‌شود. جزء دوم در معنای «محل آب، مظهر آب، آبراه، بندر» است که در نام‌های باستانی هخامنشیِ بندر تیس (در مکران) و رود بهمنشیر (بهمن تیز) دارای سابقه است. اینکه آیا یزد در دوران باستان بر ساحل دریاچه مرکزی ایران (دریاچه موسوم به دریاچه کیخسرو یا همان دریای ساوه) قرار داشته یا اینکه به خاطر مظهر قنات بودن به این نام خوانده شده یا هر دو، قابل بحث است.
بعد از آمدن اسلام و گرایش مردم یزد به دین اسلام عنوان «دارالعباده» به این شهر داده شد. این نام توسط ملکشاه سلجوقی انتخاب شد، زیرا علاء الدوله کالیجار تقاضای حکومت یزد را از وی کرده بود تا در آن جا به عبادت بپردازد.
احمد کاتب مورخ یزدی سده نهم هجری قمری، نوشته است که:
چون دولت از خاندان غزنویان روی بتافت، آفتاب دولت سلجوقیان از آسمان اقبال طلوع کرد و قزل ارسلان به سلطنت بنشست و بعد از او آلب ارسلان و بعد از او سلطان جلال‌الدین ملکشاه که بهادر این خاندان بود و او را وزیری چون نظام الملک بود.
سلطان ملکشاه از خراسان به عراق آمد و تمام عراق و آذربایجان در تصرف گرفت و به اصفهان آمد. علاء الدوله کالنجار سلطان را استقبال نمود و پیشکشهای پادشاهانه بگذرانید. سلطان ملکشاه او را تعظیم کرد که از سلاطین آل بویه او مانده بود. شرم داشت که اصفهان از او بگیرد. علاء الدوله را بگذاشت و خود به طرف بغداد روان شد و سه سال برفت. بعد از آن، به فارس مراجعت فرمود و هوای اصفهان داشت. پیش علاء الدوله فرستاد و او را خلعت پادشاهانه داد و گفت که حرمت تو بر ما واجب است. اما بدان که مرا دوازده هزار جانور همراه است، "اشاره به لشکریان ترک و آلتایی!" و هیچ مملکتی بغیر از اصفهان مرا جای نشست برنمی‌تابد، اگر صلاح باشد اصفهان را به من واگذارد و هر مملکت دیگر که می‌خواهد بستاند.
رسول پیش علاء الدوله آمد و مکتوب و خلعت سلطان بیاورد، علاء الدوله گفت فرمان بردارم و مرا داعیه سلطنت نیست، اما از وطن ناگزیر است. ولایت مختصر مرا کافی است که اقطاع من باشد و من در آنجا به عبادت مشغول گردم. باقی‌سلطان حاکم است؛ و رسول را نوازش فرمود و خلعت داد و بازفرستاد.
چون رسول پیش ملکشاه آمد، ملکشاه بدو آفرین کرد و او را بستود و دختر عمّ خود، سلیمانشاه، ارسلان خاتون را نامزد او کرد و زفاف کردند و به استصواب رأی نظام الملک یزد را نامزد علاء الدوله کالنجار کردند و گفتند: یزد عبادت‌خانه اوست، و یزد را «دارالعباده» نام کردند و علاء الدوله را با ارسلان خاتون و تبع او روانه یزد کردند، در سنه اربع و خمس مائه.
و اصفهان به سلطان ملکشاه بازماند و سلطان به اصفهان آمد و دارالسلطنه ساخت؛ و مدفن سلطان در اصفهان است و بعضی فرزندان مثل سلطان محمد و برکیارق و سلطان محمود. نیز گویند نظام الملک در اصفهان مدفون است.
اسامی منتسب به این شهر یعنی کثه (شهر دارای کتس=قنات)، فرافر (دژ بالایی)، هرفت (دژ نگهبانی)، ایساتیس (شهر دارای چشمه پوشیده نیرومند یا قنات نیرومند)، ایستیخای خبر بطلمیوس در مسیر صحرای پارس و کرمان ("ایس- تی-خاً به همان معنی ایساتیس) و یزد (شهر دارای چشمه پوشیده=قنات)، نشانگر اهمیت دیرین و بزرگی این شهر کویری باستانی می‌باشند. وجه اشتقاق خود نامهای قنات یعنی کاریز (کا- ریز) و کتس (کت- اوس) هم چشمه ریزان و خانه چشمه است. آثار این قنات نیرومند تاریخی دورتر از خود شهر یزد، در بین کوه‌های شیرکوه و مهریز باقی مانده است. ایساتیس مشهورترین نام از بین نام‌های قدیم این شهر به حساب می‌آید، که همچنان بسیاری از شرکت‌ها، کارخانجات و… که متعلق به یزد هستند از آن استفاده می‌کنند.
ایساتیس به معنای مقدس و فرخنده است و نام شهر یزد در متون یونانی است.

## پیشینه
استان یزد از سرزمین‌های کهن و تاریخی ایران زمین است.
ابن حوقل در کتاب «ایران فی صورة الارض» دربارهٔ یزد می‌نویسد: «از مهم‌ترین شهرهای ولایت اصطخر از سوی خراسان «کثه» است و آن حومه یزد و ابرقویه می‌باشد… اما کثه که حومه یزد است، شهری است در کنار بیابان و هوای آن خشک سالم است و مانند شهرهای کوهستانی فراخ نعمت است و روستایی دارد که محصولش ارزان است. بیشتر بناهای آن دراز شکل است و از گل ساخته شده. در آنجا شهری است استوار که قلعه‌ای با دو دروازه آهنین دارد: یکی به نام ایزد «باب ایزد» و دیگری در مسجد «باب‌المسجد» که نزدیک مسجد جامع است. این جامع در ربض قرار دارد و آبهای آن از قنات تأمین می‌شود…»
در بعضی از منابع بنای اولیه برخی از شهرهای این استان چون اردکان را به ساسانیان میبد را به سلیمان، یزد را به ضحاک و اسکندر مقدونی و ابرکوه را به ابراهیم نسبت داده‌اند. این بیانگر قدمت و دیرینگی پیشینه تاریخی و فرهنگی سرزمین و مردم این دیار است. مجموعه آثار باستانی پراکنده موجود در این استان نیز به سهم خود گویای این پیشینه تاریخی است. آثاری چون دست افزارهای سنگی به‌دست آمده از دره‌های شیرکوه، نگاره‌های روی تخت سنگ کوه ارنان، تکه سفال‌های منقوش نارین قلعه میبد – متعلق به دوره عیلامی، غارهای استان و آثار معماری و شهرسازی باستانی و… نشان می‌دهد مدنیت یزد، در چهار کانون باستانی (مهریز و خویدک)، (یزد)، (رستاق و میبد) و (اردکان) متمرکز بود. پژوهشگران این منطقه را که در مسیر شاهراه‌های باستانی (ری – کرمان) و (پارس – خراسان) قرار داشت، جزء سرزمین‌های دوردست مادها شمرده‌اند. 

نام ایزاطیخه در کنار صحرای کرمان

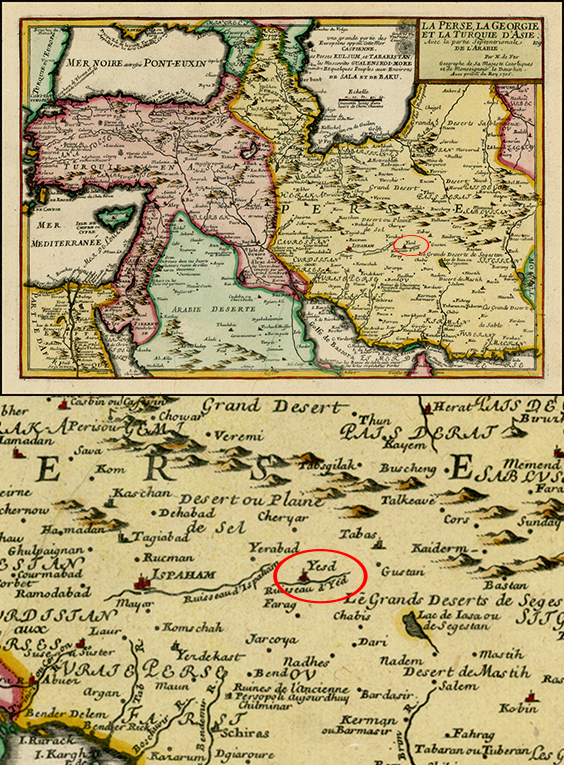
یزد در نقشه سال ۱۰۸۳ خورشیدی نام یزد به صورت Yesd نوشته شده است.

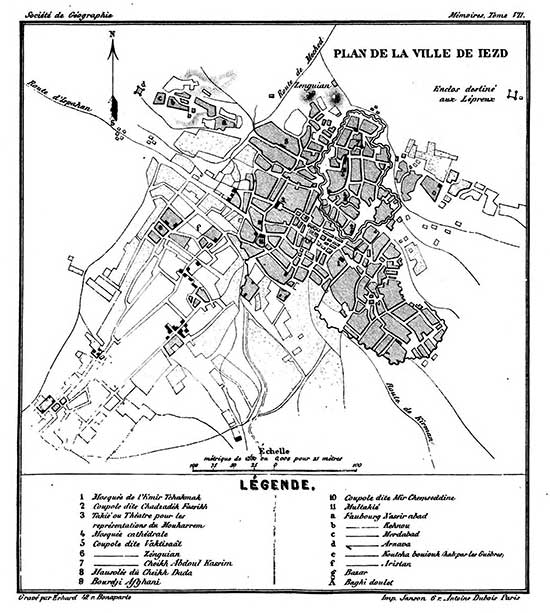
نقشه سال ۱۲۳۹ خورشیدی یزد

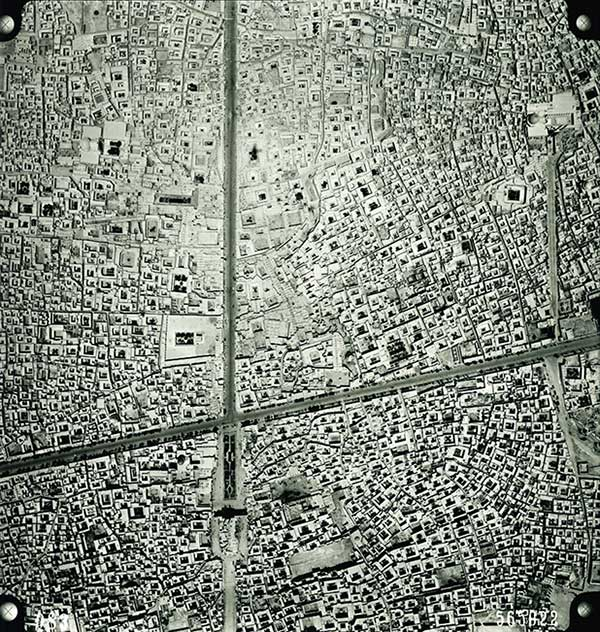
عکس هوایی سال ۱۳۳۵ خورشیدی یزد

احمد بن حسین بن علی کاتب یزدی، می‌نویسد: «هنگامی که عده‌ای از بزرگان ایران در ری علیه اسکندر مقدونی به مخالفت پرداختند، اسکندر آنان را دستگیر کرد و خواست که همراه خود به استخر فارس ببرد، چون به ناحیهٔ یزد رسید، زندانیان را در چاهی محبوس کرد و آن محل را کِثَه (به یونانی یعنی زندان) نامید. پس از اینکه اسکندر یزد را ترک گفت، نگهبانان به کمک زندانیان به آبادانی و عمران یزد همت گماشتند».
برخی از جغرافی‌نگاران، تاریخ ساخت یزد را به یزدگرد اول، ساسانی نسبت می‌دهند که وجه تسمیهٔ یزد در ارتباط با نام وی و واژه «یزش» به معنی ستایش و نیایش در زبان فارسی میانه است.
بهرام گور نیز در هنگام حرکت خود به سوی خراسان چون به ولایت کثه (یزد) رسید، بیماری وی اندکی بهبود یافت و این سرزمین مبارک داشت و دستور داد در آن‌جا شهری بسازند و چون به نام یزدان می‌ساخت آن را «یزدان گرد» نام نهاد.
چون بهرام گور درگذشت یزدگرد به پادشاهی رسید. وی دو پسر داشت به نام شاه فیروز و شاه بلاس. بعد از مدتی یزدگرد، یزد را به دو فرزندش بخشید و آن دو شهر را بین خود تقسیم کردند. شاه فیروز دو دِه در ولایت یزد ساخت، یکی «فیروز آباد مجومرد» و دیگری «فیروز آباد میبد».
زمانی که انوشیروان به حکومت رسید، یزد را به دختر خود «مهرنگار» بخشید و وی را از مدائن به یزد فرستاد و در آن‌جا ساختمان‌های زیادی ساخت.
در هشت فرسنگی یزد دهی ساخت و آن را «مهرگرد» نام گذاشت و اکنون آن قریه را «مهریجرد» می‌گویند. همچنین در کنار میبد دهی ساخت و آن را «مهرجرد» نام نهاد و برادر وی «شاه هرمز» در جنب مهریجرد دهی ساخت و آن را «هرمیز» نام گذاشت که اکنون به «خورمیز» شهرت دارد.
پس از انوشیروان، خسروپرویز به پادشاهی رسید. وی ولایت یزد را به دو دختر خود به نام‌های ایران دخت و توران دخت بخشید و دستور داد دهی بسازند و آن را «توران پشت» نام نهاد.
توران دخت هشت ماه پادشاهی کرد و بعد درگذشت. بعد از وی ایران دخت به سلطنت رسید. وی نماینده‌ای به نام «ابرند» به یزد فرستاد و به وی دستور داد که بر عمارت و آبادی یزد بیفزاید. ابرند نیز در دو فرسنگی شهر یزد ده جدیدی احداث کرد و آن را «ابرند آباد» نام نهاد.

### اتابکان یزد
اتابکان یزد نزدیک به ۱۴۰ سال بر این خطه حکومت کردند. با کشته شدن فرامرز بن علی در جنگ با خان فتای، سلطان سنجر، حکومت یزد را به دختران فرمانده خود که پسری نداشت واگذاشت و رکن‌الدین سام از سرداران سپاه فرامرز را برای اداره یزد به اتابکی آنان گماشت.
رکن الدین سام نخستین امیر این خاندان به علت پیری و ناتوانی در اداره حکومت در سال ۵۸۴ ه‍.ق جای خود را به برادر کوچکش عزالدین لنگر سپرد. با مرگ عزالدین در سال ۶۴۰ ه‍.ق ورد انزور به حکومت رسید و در سال ۶۵۲ ه‍.ق حکومت به ابومنصور اسفه‌سالار مشهور به قطب‌الدین رسید. مادر او مریم ترکان بناهای زیادی را در یزد ساخت و در دوره قطب‌الدین، مغولان به ایران حمله کردند. اتابک چیرگی مغولان را پذیرفت و یزد را از سپاه مغول مصون داشت. با مرگ قطب‌الدین در سال ۶۲۶ ه‍.ق پسرش محمد بر تخت نشست و او نیز تا سال ۶۳۹ ه‍.ق حکومت کرد. پس از او به ترتیب سفلر شاه (متوفی ۶۴۹ ه‍.ق)، طفی شاه (متوفی ۶۷۰)، علاءالدوله (متوفی ۶۷۳) یوسف شاه (متوفی ۶۹۰) حکومت کردند. در دوره یوسف شاه در اثر بی‌احترامی او به فرستاده غازان خان، سپاه غازان وی به یزد حمله کرد و او مجبور به فرار به سیستان شد اما مردم یزد به همراه علما به نزد امیر محمد ابداجی فرمانده سپاه غازان رفتند و او را از ورود به داخل یزد بازداشتند. سرانجام سلسله اتابکان یزد در سال ۷۱۸ به دست امیر مبارزالدین برچیده شد و آخرین امیر سلسله اتابکان حاجی شاه فرزند یوسف شاه سرنگون گردید.

### دورهمغول
در زمان حکومت سلطان قطب الدین عشقی، چنگیزخان مغول به ایران حمله کرد. وی سلطه مغولان را پذیرفت و جانشینانش به عنوان دست نشاندگان مغولان در یزد ابقا شدند و با کفایت و زیرکی یزد را از خشم مغولان مصون داشتند. در سایه امنیت و آرامش نسبی یزد، در این دوره بازرگانی و مبادله کالاهای مختلف رونق یافت. عوامل متعددی در بسط و توسعه بازرگانی دخیل بود؛ ازجمله این که ایالات جنوبی ایران تحت حاکمیت مغولان قرار گرفته بود، لذا کالاهای یزدی تا آن سوی آب‌های جنوبی ایران به خصوص هندوستان راه یافت و تنها مشکل، حفظ و حراست راه‌های منتهی به بازار فروش بود. راهداری و نگهداری راه‌های کشور از زمان مغولان مورد توجه قرار گرفت و حفاظت راه‌ها را اغلب به امرا و بزرگان واگذار می‌کردند. در اوایل سده هشتم هر دو جنبه، یعنی گسترش شبکه راه‌های منتهی به یزد و هم امنیت آن حاصل شد و این دو از مواردی بود که نقش به سزایی در توسعه بازرگانی یزد و در نهایت شکوفایی اقتصادی و فرهنگی و اجتماعی این ایالت داشت.

### حاکمانآل مظفر
اهمیت راهداری، امنیت و گسترش راه‌ها در گذشته به اندازه‌ای بود که خاندان مظفر از راهداری یزد و میبد به پادشاهی رسیدند. امیر مظفر، بزرگ این خاندان، از نوادگان غیاث الدین خراسانی بود، که در دربار ایلخان مغول وارد خدمت شد و به حکومت میبد رسید. پس از مرگ او، پسرش امیر مبارز الدین محمد در اوایل حکومت ابوسعید بهادرخان (۷۱۶–۷۳۶ ه‍.ق) ایلخان مغول به حکومت میبد و راهداری یزد انتخاب شد. در سال ۷۱۸ ه‍. ق، حاجی شاه بن یوسف، اتابک یزد را در نبردی شکست داد و به حکومت اتابکان یزد پایان داد، و از سوی ابوسعید بهادرخان، به حکومت یزد نیز رسید.
مبارزالدین محمد، پس از درگذشت ابوسعید بهادرخان، دم از استقلال زد و بر کرمان، شیراز و قلمرو حکومت ملوک شبانکاره در جنوب ایران چیره شد و در سال ۷۲۳ ه‍.ق حکومت آل مظفر را تشکیل داد. حکومت آل مظفر، نقطه عطفی در تاریخ یزد به حساب می‌آید، چرا که برای نخستین بار این خطه در طی حیات دیرینه‌اش سلسله‌ای را در درون خود پرورانید که بیش از نیم سده مقدرات صفحات جنوبی ایران را در دست داشت. آل مظفر، میبد را پایگاه اصلی خود قرار دادند و از اینجا به نواحی دیگر (کرمان، فارس، اصفهان و تبریز) چنگ انداختند، لذا یزد از نظر سیاسی و اقتصادی به چنان اعتبار و اهمیتی دست یافت که در هیچ عصری از تاریخ خود بدان منزلت نرسیده بود. اوج شکوفایی و عظمت فرهنگی یزد نیز مربوط به همین زمان است. در هیچ جای ایران به اندازه یزد دارالتعلیم به وجود نیامد، به گونه‌ای که یزد به «دارالعلم» ملقب شد. در مدارس، مساجد، دارالسیاده‌ها و خانقاه‌ها علوم مختلف رایج زمان تدریس می‌شد. ویژگی دیگر دوران آل مظفر، رونق تصوف در یزد است.

### دورهتیموریان
در سال ۷۹۵ ه‍.ق امیر تیمور در یورش سه ساله خود، طومار دولت مظفری را درنوردید و یزد را به یکی از عمال خود سپرد. بعد از مراجعت تیمور به ماوراءالنهر گروهی از همدلی مردم نسبت به آل مظفر سوء استفاده کرده، به رهبری حاجی آبدار، یزد را، از تصرف حاکم تیمور بیرون آوردند و سپس سلطان محمد پسر ابوسعید طبسی، یزد را به چنگ آورد و استقلال آن را اعلام کرد. حاکمان تیموری، اصفهان، نایین و اردستان برای اعاده نظم به یزد لشکر کشیدند، اما شکست خوردند. به ناچار پیر محمد بن عمر شیخ بن تیمور، حاکم فارس، با سپاهی فراوان رهسپار یزد شد و به امر تیمور، حاکم سیستان هم همراهی و مساعدت کرد و از هر سو یزد را در محاصره گرفتند و در نهایت یزد را گشودند. کاشی کاری‌های مسجد جامع و میدان امیر چخماق و مسجد امیر چخماق، مصلای عتیق از آثار این دوران است. مدارس و کتابخانه‌های متعددی چون، مدرسه و کتابخانه قطبیه سرپلوک، مدرسه دارالصفا، مدرسه و کتابخانه یوسف چهره، مدرسه و کتابخانه اصیلیه سرد هوک و کتابخانه باوردیه تأسیس شدند، که نویسندگان و علما و مورخان نامی نظیر شرف الدین علی یزدی در آن‌ها پرورش یافتند.

### دورهصفویه
مقارن ظهور شاه اسماعیل صفوی طایفه‌های مختلفی در ایران حکومت می‌کردند. در سراسر ایران در حدود چهل حاکم مستقل و نیمه مستقل حکم می‌راندند و یزد در تصرف مراد بیک بایندری بود. شاه اسماعیل، مدعیان را منکوب کرد و یزد را به تصرف خویش درآورد. اما افراط در تعصب مذهبی و کشتارهای بی‌مورد، خسارت معنوی بزرگی به ایران و به ویژه یزد وارد کرد. نمونه آن کشتن دانشمند بزرگ آن روزگار قاضی میر حسین میبدی است. درگیری یزدی‌ها با عامل حکومت، منجر به یورش محمد کره حاکم ابرقو به یزد شد. وی با کمک لرهای خویشاوندش یزد را گرفت و شاه اسماعیل جهت دفع وی به یزد آمد و بعد از مدتی محاصره، وی را دستگیر و در اصفهان سوزاند. نعمت‌الله باقی پسر امیر میرزا عبدالباقی (صوفی سرشناس) که، در جنگ چالدران کشته شد، در زمان شاه طهماسب، دختر شاه اسماعیل را به زنی گرفت و حاکم یزد شد. وی دیوان خانه‌ای به نام «عباسیه» ساخت و مسجد شاه طهماسب در نزدیکی میدان بعثت از یادگارهای اوست.
بعد از وی پسرش میر میران، حاکم یزد شد که غیاث‌آباد تفت ازجمله یادگارهای اوست. مدرسه شفیعیه یادگار میرزا شفیع از حاکمان یزد در این دوران است. در عصر صفوی بازرگانی ایران رواج و اهمیت زیادی یافت، به ویژه ابریشم و منسوجات ایران در بازارهای اروپایی به خوبی معرفی شد، و بازرگانان خارجی به ایران روی آوردند. از یک سو بازرگانان اروپایی و از سوی دیگر تجار هندی از طریق راه‌های زمینی بین اصفهان و دهلی دررفت‌وآمد بودند و یزد به علت داشتن ابریشم و منسوجات مرغوب و موقعیتی که در مسیر راه زمینی داشت، رونق و اهمیت زیادی یافت.
در زمان یورش افغان‌ها به ایران، یزدی‌ها به رهبری میرزا عنایت سلطان بافقی، دلاوری‌های فراوانی از خود نشان دادند. محمود افغان در تصرف یزد ناکام ماند و عاقبت یزد را رها کرد و اصفهان را فتح کرد. اشرف افغان جانشین محمود، چهار سال با یزدی‌ها و عنایت سلطان جنگید و عاقبت با حیله بر او و دودمانش دست یافت و به استثنای محمد مؤمن خان بافقی و محمد تقی خان بافقی، خواهر زادگان عنایت سلطان، همه را به قتل رساند. محمدمؤمن خان بافقی، از جانب نادرشاه افشار، حاکم کرمان شد و محمد تقی خان بافقی و فرزندانش تا اواخر زمان قاجار، در نقش حاکم یا مستوفی یزد خدمت کردند. این خاندان خدمات ارزنده‌ای به یزد کردند و آثار و بناهای فراوانی در یزد ساختند. باغ دولت‌آباد، باغ ناصریه، مدرسه خان، میدان خان، بازار خان، بازار قیصریه از آثار این خاندان است.

### دورهزندیه

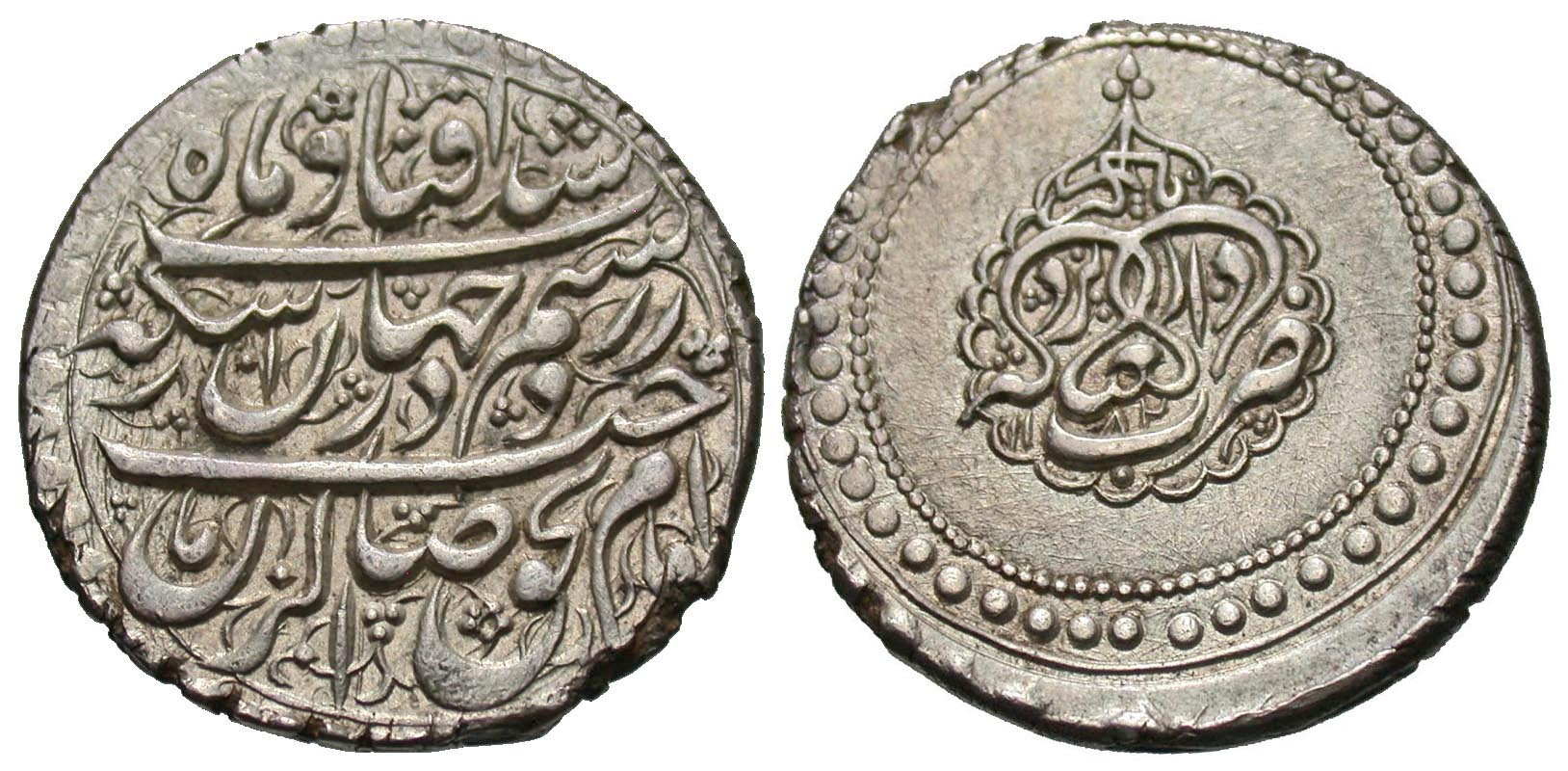
سکه دو عباسی کریم خان زند؛ ضرب دارالعباده یزد ۱۱۸۲ هـ ق

از فرماندارانی که در سلطنت زندیه به یزد آمده‌اند، از زین العابدین خان بافقی و بعد از او عبدالرحیم خان بافقی، فرزندان محمد تقی خان بافقی نام برده شده است. عبدالرحیم خان بافقی به‌آبادی و عمران میل زیادی داشت و مزرعه رحیم آباد را که جزء حومه یزد است، احداث نمود. همچنین مدرسه عبدالرحیم خان که اکنون با عنوان دبستان همت است، از بناهای اوست. او در سال ۱۲۰۱ ه‍.ق درگذشت. در سال ۱۳۰۹ ه‍.ق لطفعلی خان زند (آخرین جانشین کریم خان زند) پس از واقعه ایرج، به لار رفت و چون نتیجه‌ای نگرفت عازم راور کرمان گردید، و چون حاکم کرمان قصد دستگیری او را داشت از طریق لوت و چهل پایه و نای بند خود را به طبس رساند.
امیر حسین خان طبسی مقدم لطفعلی خان و اتباعش را گرامی شمرد، و بعد از ۵۰ روز پذیرایی سیصد سوار در اختیار او قرار داد. خان زند که در مدت اقامت خود در طبس از تخریب قلعه و حصار شیراز خبر یافت، لذا با همان نفرات کم به عزم تسخیر آن شهر حرکت کرد. در حوالی یزد محمد تقی خان یزدی به مخالفت برخاست و به مقابله آمد. لطفعلی خان با سپاه زند و سواران طبس، در ناحیه اردکان بر خان یزدی حمله برد و افرادش را پراکنده و منهزم و گروهی را اسیر نمود و راه ابرقو را در پیش گرفت.

### دورهقاجاریه

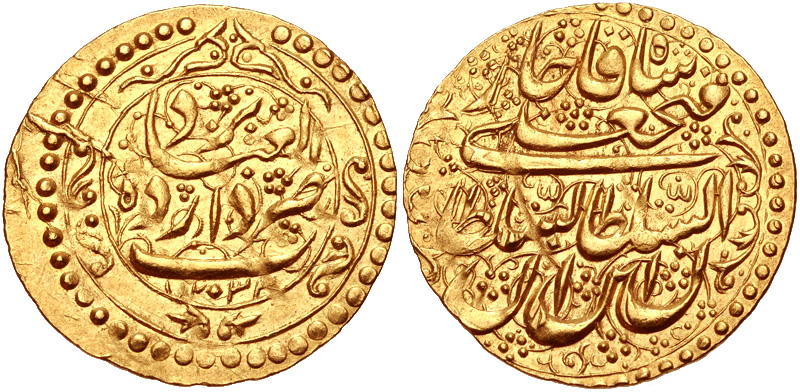
سکه یک تومان فتحعلی شاه؛ ضرب دارالعباده یزد ۱۲۳۳ هـ ق

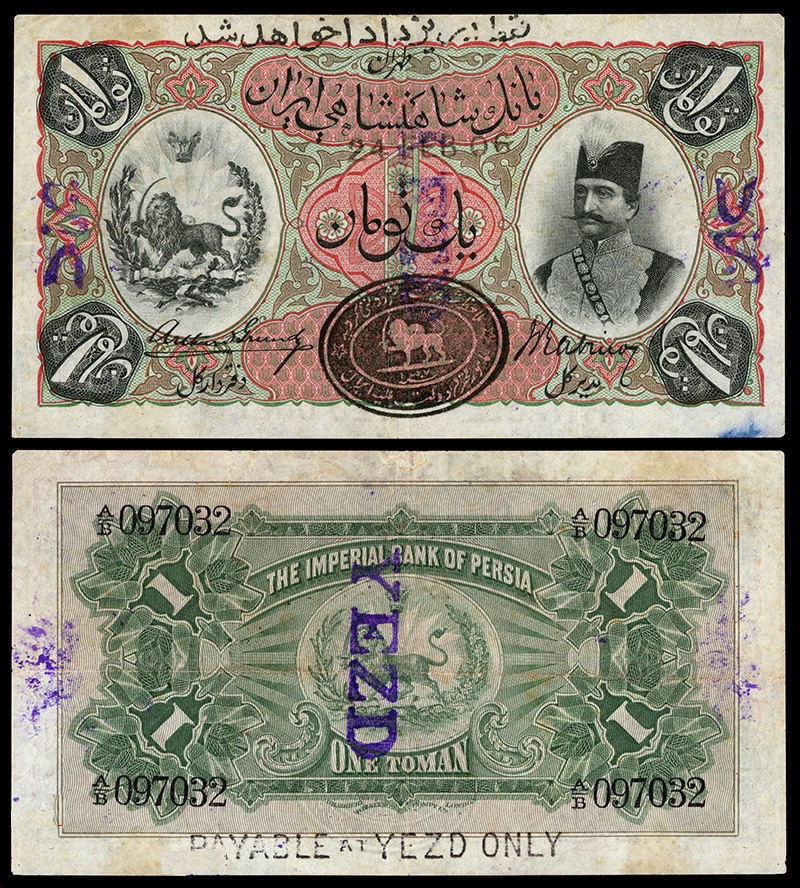
اسکناس یک تومان ناصرالدین شاه، قابل پرداخت در یزد

با به حکومت رسیدن آغا محمد خان قاجار، محمد تقی خان بافقی که از سال ۱۱۶۱ (دوره افشاریه) حاکم یزد بود در مقام خود باقی‌ماند. با مرگ وی در سال ۱۲۱۳ ه‍.ق چند تن از فرزندانش ازجمله عبدالرضا خان بافقی از سوی فتحعلی شاه به حکومت رسیدند. فرزندان وی در دوره حکومت خود به عمران و آبادی یزد پرداختند. در سال ۱۲۳۶ ه‍.ق فتحعلی شاه فرزند ۳۲ ساله خود محمد ولی میرزا را به حکومت یزد گماشت. وی در دوران حکومت به تعمیر و گسترش برخی از بناها پرداخت. در سال ۱۲۴۳ ه‍.ق ظل السلطان به حکومت یزد انتخاب گردید اما پس از مرگ فتحعلی شاه قبل از آنکه ولیعهد رسمی محمد شاه از تبریز به پایتخت برسد از یزد به سوی تهران شتافت و به یاری برادران بر تخت سلطنت جلوس کرد و خود را عادلشاه نامید. اما پس از ۹۰ روز مغلوب شد و به روسیه گریخت. در دوران قاجار تجارتخانه جهانیان در یزد توسط خسرو شاه جهان و برادرانش تأسیس گردید که مقدمات تأسیس اولین بانک ایرانی شد.

## مردم

### زبان
مردم یزد به زبان فارسی رایج با لهجه یزدی سخن می‌گویند. در استان یزد برخی ویژگی‌های گویشی میان شهرستان‌های مختلف محسوس است. «زرتشتیان» در میان خود به زبان بهدینی (گَورونی یا دری زرتشتی) سخن می‌گویند.

### دین
بیشتر مردم یزد مسلمان و شیعهٔ دوازده‌امامی هستند همچنین گروه بزرگی از زرتشتیان ایران در یزد ساکن هستند و همین‌طور تعداد زیادی از بهائیان نیز در یزد ساکن می‌باشند. اقلیت کوچکی از یهودیان نیز ساکن این شهر می‌باشند.
در داخل و اطراف شهر یزد، زیارتگاه‌های مختلفی برای زرتشتیان به چشم می‌خورد که در هر ماه یا فصل، مراسم‌های ویژهٔ پیروان این دین در آن‌ها برگزار می‌شود. از آن جمله می‌توان به جشن سده اشاره کرد که یکی از مراسم معروف و عمومی زرتشتیان است و هرساله در روز دهم بهمن‌ماه، هم‌زمان با مناطق دیگر ایران، در یزد برگزار می‌شود. لازم است ذکر شود تا قبل از انقلاب، جمعیت یهودیان یزد ۶۰۰۰ نفر تخمین زده می‌شد که ایشان دارای چند کنیسه و قصابی مخصوص و شهرک‌ها و محله‌های یهودی‌نشین بودند. شغل بیشتر مردان یهودی، تجارت و هم چنین پیشه زنان یهودی دستفروشی بود. چنان‌که اولین بانک استان یزد و جنوب شرق کشور در زمان قاجار به دست یک تاجر یهودی ساخته شده و اکنون در محله لب خندق (میدان خان) قرار دارد. یهودیان یزد تقریباً همگی بعد از انقلاب به کشور اسرائیل مهاجرت کردند همچنین اقلیت کوچکی از ارامنه هم در شهر یزد حضور دارند.

### جمعیت
بر اساس سرشماری عمومی نفوس و مسکن در سال ۱۳۹۰ جمعیت شهرستان یزد در مجموع ۵۸۲٬۶۸۲ نفر است که این تعداد در ۱۶۸٬۵۲۸ خانوار زندگی می‌کنند که از این جمعیت ۲۹۷٬۵۴۶ مرد و ۲۸۵٬۱۳۶ نفر زن هستند. در این شهرستان ۴۸۴٬۱۶۷ نفر جمعیت شهری و ۴۲٬۰۰۹ نفر جمعیت روستایی اعلام شده است.
| مردان  | سن          | زنان   |
| ------ | ----------- | ------ |
| ۳۱٬۵۳۱ | بیش‌تر از ۶۵ | ۳۴٬۰۶۳ |
| ۱۱٬۷۴۸ | ۶۰–۶۴       | ۱۲٬۲۶۸ |
| ۱۹٬۰۲۳ | ۵۵–۵۹       | ۱۷٬۲۳۵ |
| ۲۵٬۵۹۰ | ۵۰–۵۴       | ۲۲٬۸۶۰ |
| ۲۸٬۸۲۶ | ۴۵–۴۹       | ۲۶٬۲۱۰ |
| ۳۴٬۳۲۸ | ۴۰–۴۴       | ۳۱٬۴۶۶ |
| ۳۹٬۷۲۵ | ۳۵–۳۹       | ۳۴٬۹۴۹ |
| ۵۱٬۳۸۲ | ۳۰–۳۴       | ۴۶٬۹۷۹ |
| ۶۶٬۱۹۰ | ۲۵–۲۹       | ۶۲٬۰۸۷ |
| ۵۲٬۴۶۷ | ۲۰–۲۴       | ۵۳٬۱۲۶ |
| ۴۶٬۱۷۱ | ۱۵–۱۹       | ۴۲٬۰۷۱ |
| ۴۱٬۰۶۵ | ۱۰–۱۴       | ۳۸٬۸۶۸ |
| ۴۴٬۲۳۵ | ۵–۹         | ۴۲٬۵۵۵ |
| ۵۱٬۰۲۶ | ۰–۴         | ۴۹٬۳۲۴ |

ژنتیک و اجداد مردم یزد و تبارشناسی مردم ساکن آن
مردم یزد عمدتاً از قوم ایرانی (آریایی) هستند که ریشه در مهاجران هندواروپایی دارند. این اقوام در حدود هزاره دوم پیش از میلاد به فلات ایران آمدند و با بومیان پیش‌آریایی منطقه، مانند ایلامیان و اقوام کویری و زاگرسی، درآمیختند.
یزد یکی از مراکز اصلی زرتشتیان ایران است. زرتشتیان این منطقه به‌دلیل ساختار بستهٔ اجتماعی و ازدواج‌های درون‌گروهی، ویژگی‌های ژنتیکی نسبتاً خالص‌تری از نیاکان ایرانی حفظ کرده‌اند. مطالعات ژنتیکی نشان داده که آنان شباهت زیادی به جمعیت‌های ایران باستان دارند.
به‌دلیل موقعیت جغرافیایی خاص یزد در دل کویر مرکزی ایران، این منطقه کمتر از سایر نقاط ایران تحت تأثیر مهاجرت‌ها و حملات اقوام خارجی مانند اعراب، ترکان و مغول‌ها قرار گرفته است. از این‌رو، ساختار قومی و ژنتیکی مردم یزد نسبتاً پایدار و همگن باقی مانده است.
در مجموع، مردم یزد تبار ایرانی-آریایی دارند و بخشی از هویت تاریخی و فرهنگی ایران‌زمین را با ریشه‌های کهن حفظ کرده‌اند. مردم یزد، به‌ویژه زرتشتیان، در میان ایرانیان یکی از بالاترین سطوح حفظ تبار ژنتیکی باستانی را دارند. این ویژگی، یزد را به یک نمونه مهم برای مطالعات ژنتیک تاریخی ایران تبدیل کرده است.

## جغرافیا
شهرستان یزد در دره‌ای پهناور بین کوه‌های شیرکوه و خرانق، در ۱۵ درجه و ۵۳ دقیقه تا ۴۰ درجه و ۵۴ دقیقه درازای خاوری و ۴۶ درجه و ۳۱ دقیقه تا ۱۵ درجه و ۳۲ دقیقه پهنای شمالی واقع شده است. این شهرستان از سوی شمال به شهرستان‌های میبد و زارچ از خاور به شهرستان‌های اردکان و بافق، از باختر به تفت و اشکذر و از جنوب به شهرستان ابرکوه و مهریز محدود می‌شود. میانگین بلندی شهرستان یزد از سطح دریا ۱۲۰۰ متر است.
آب و هوای یزد بجز تابستانهای گرم مانند دیگر نقاط مرکزی ایران در بقیه فصول دارای اعتدال نسبی دما می‌باشد. وجود رشته کوه‌های مرکزی و قله بزرگ شیرکوه باعث وجود ییلاقات فراوان وخوش آب و هوایی در نزدیکی شهر یزد و در شهرستان‌های شهرستان تفت و مهریز و اشکذر گردیده است.
قرار گرفتن در بخش مرکزی فلات ایران در برگیرنده عوامل طبیعی چیره بر فلات مرکزی ایران مانند بارش اندک، دور بودن از دریا، نزدیکی با کویر پهناور مرکزی و رطوبت نسبی کم نیز است. از نظر مختصات جغرافیایی نقطهٔ مرکزی ایران (ساعت مارکار) در این شهر قرار دارد.

## گردشگری
شهر یزد به‌دلیل معماری تاریخی ارزشمند و بافت سنتی دست نخورده‌اش به عنوان اولین و تنهاترین شهر ایران در ۱۸ تیرماه سال ۱۳۹۶ در فهرست میراث جهانی یونسکو به ثبت رسید.

### بناها و مکان‌های تاریخی

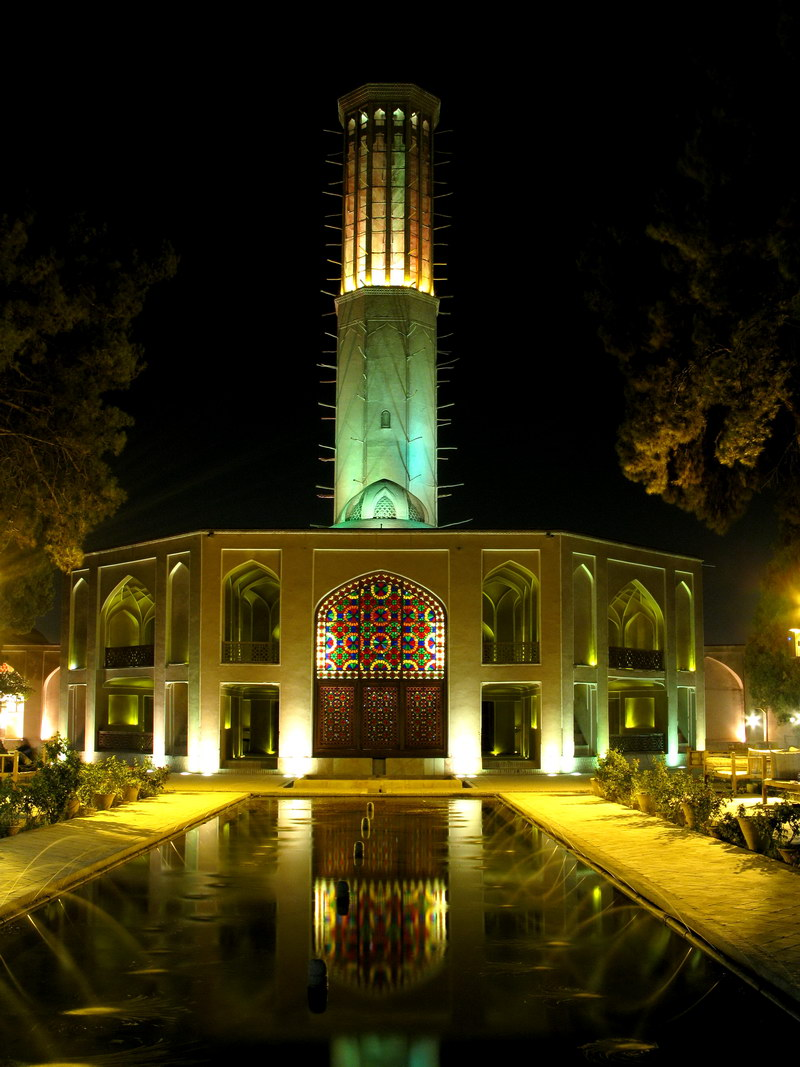
بادگیر باغ دولت‌آباد

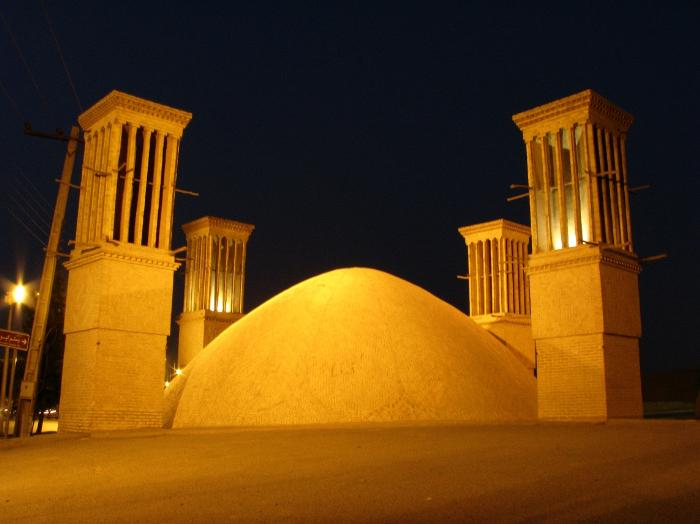
آب انبار رستم گیو

- باغ دولت‌آباد چهارمنار
- مجموعه باغ خان

#### بازارهای تاریخی

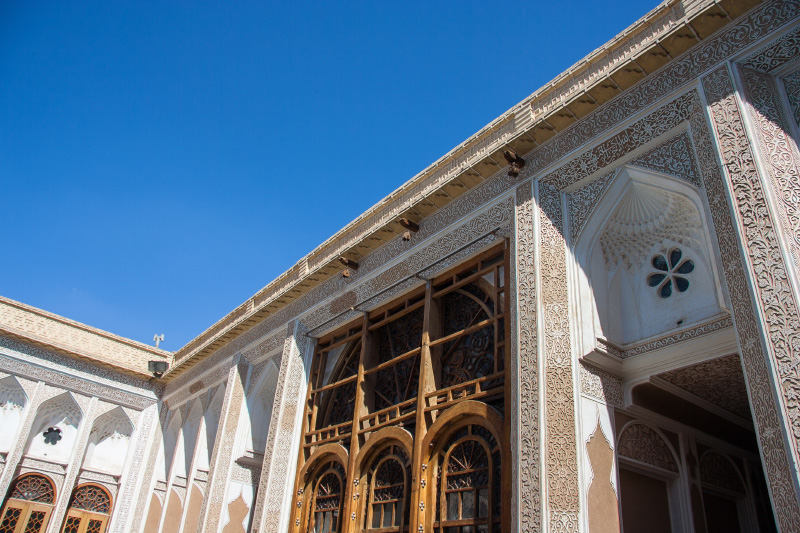
خانه کلاهدوزها (موزه آب یزد)

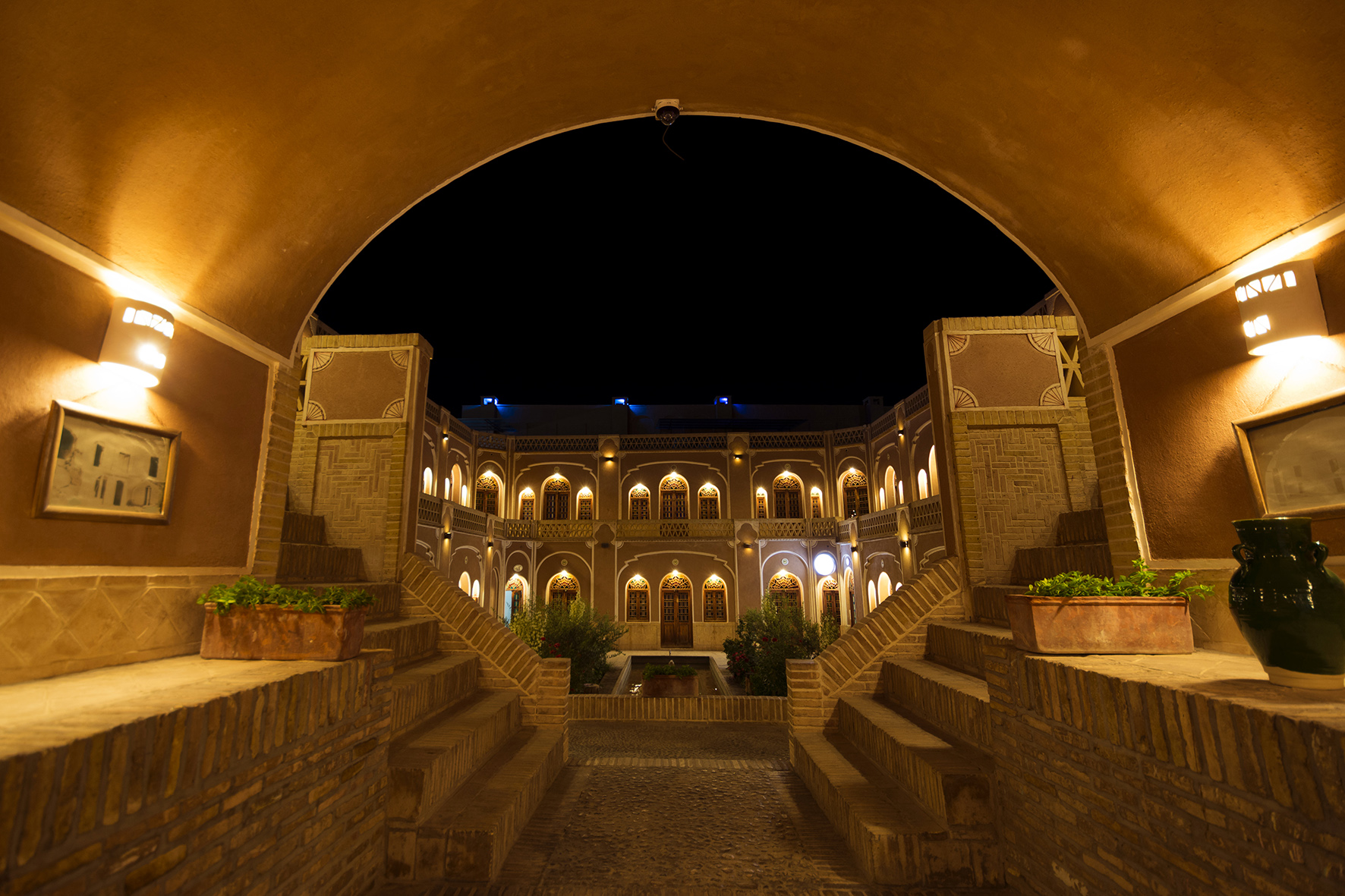
کاروانسرای مشیر

- بازار خان
- بازارچه پنجه علی
- بازار قیصریه
- بازار علاقبندی
- بازار کاشی‌گری
- بازار چیت سازی
- بازار مسجد ملااسماعیل
- بازار افشار
- بازار حاجی قنبر
- بازار محمد علی خان
- بازار جعفرخان
- بازار صدری (شاهزاده فاضل)
- بازار دروازه مهریز
- بازار مسگری
- بازار نخود بریزی
- باغ مشیرالممالک
- حمام خان بافقی[۲۸]

#### میدان‌ها و لَـرد[۲۹]‌های تاریخی[۳۰]
- میدان خان
- میدان بعثت
- میدان قلعه[۳۱]
- میدان امیرچقماق
- میدان وقت و ساعت
- لَـرد آسیاب
- لَـرد باجوردی
- لَـرد تازیان
- لَـرد خواجه خضر
- لَـرد فهادان
- لَـرد کیوان
- لَـرد گودال مصلی
- لَـرد کوچه میرقطب
- لَـرد مشیر

#### مساجد تاریخی و معروف[۳۰]
- مسجد جامع یزد
- مسجد امیرچقماق
- مسجد سرریگ
- مسجد ملااسماعیل
- مسجد شاه طهماسب
- مسجد فرط
- مسجد حظیره
- مسجد میر خضر شاه چهار منار
- مسجد بیاق خان
- مسجد اهرستان
- مسجد شاه یحیی (قلعه کهنه)
- مسجد بزرگ پشت باغ

موزه‌ها
- موزه مارکار

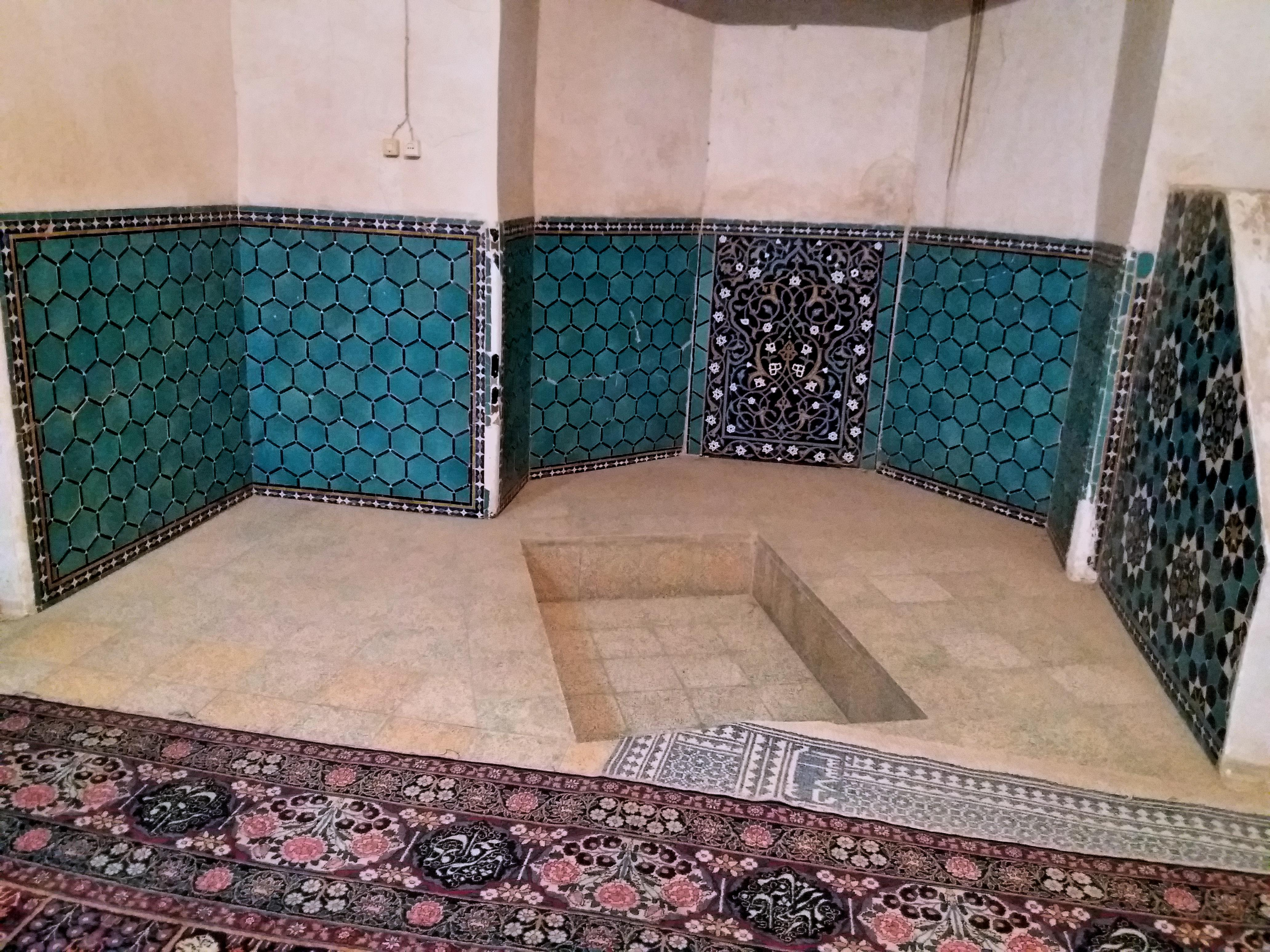
محراب مسجد بزرگ چهار منار

در محلات تاریخی یزد، در حدود ۳۰ مسجد دیگر را نیز می‌توان نام برد، که در مقیاس کوچکتر، نقش «مساجد محله‌ای» را ایفا می‌کنند.

#### اماکن تاریخی
مسلماً بارزترین خصوصیت شهر یزد را می‌توان وجود محله‌های قدیمی و سنتی با کوچه پس کوچه‌های خشت و گلی در هم تنیده، بازارها، مساجد، حمام و خانه‌های آن دانست.
در مجموع ۷۷ محله از مجموعه محلات شهر یزد به‌دلیل قرار گرفتن در محدوده بافت تاریخی یا در حریم آن، در سال ۱۳۸۴ و با شماره ۱۵۰۰۰، تحت عنوان «بافت تاریخی یزد» به ثبت آثار ملی رسیده‌اند که مهم‌ترین محلهٔ باستانی یزد چهار منار می‌باشد محلات مسجد جامع، بازار نو، فهادان و شاه ابوالقاسم در محور اصلی گردشگری یزد و حدفاصل مسجد جامع و زندان اسکندر قرار دارند.

#### مراکز آموزشی قدیمی

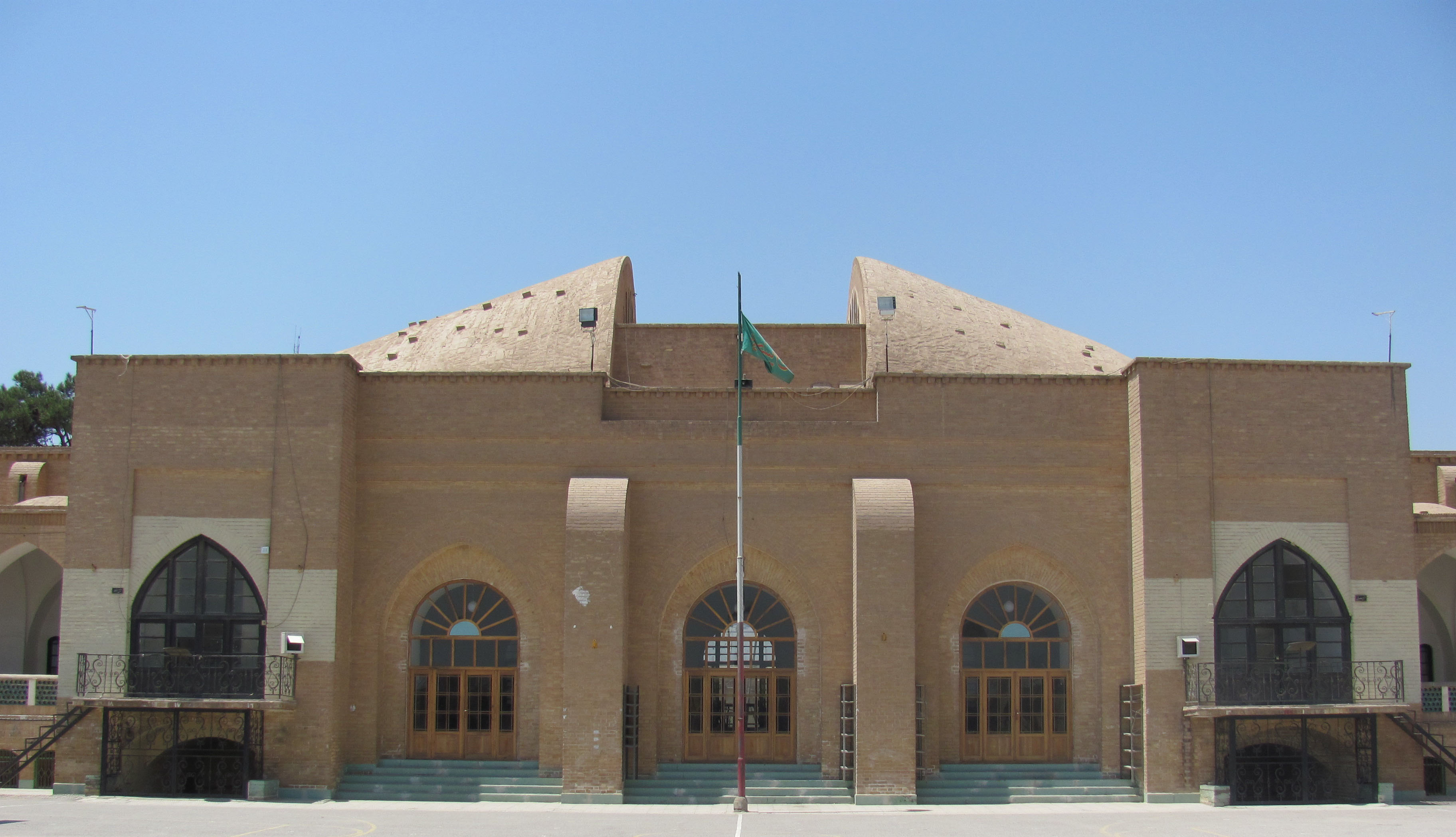
دبیرستان ایرانشهر

#### مراکز آموزشی قدیمی[۲۸]
- دبیرستان مارکار
- دبیرستان ایرانشهر
- دبیرستان کیخسروی
- مدرسه بدر
- دبستان خسروی
- دبستان دینیاری
- مدرسه اردشیری
- مدرسه کاشانی
- دبستان مهرنرسی‌آباد

#### دیگر آثار تاریخی[۳۴][۳۵]
- آب انبارها (رستم گیو، شش بادگیری)

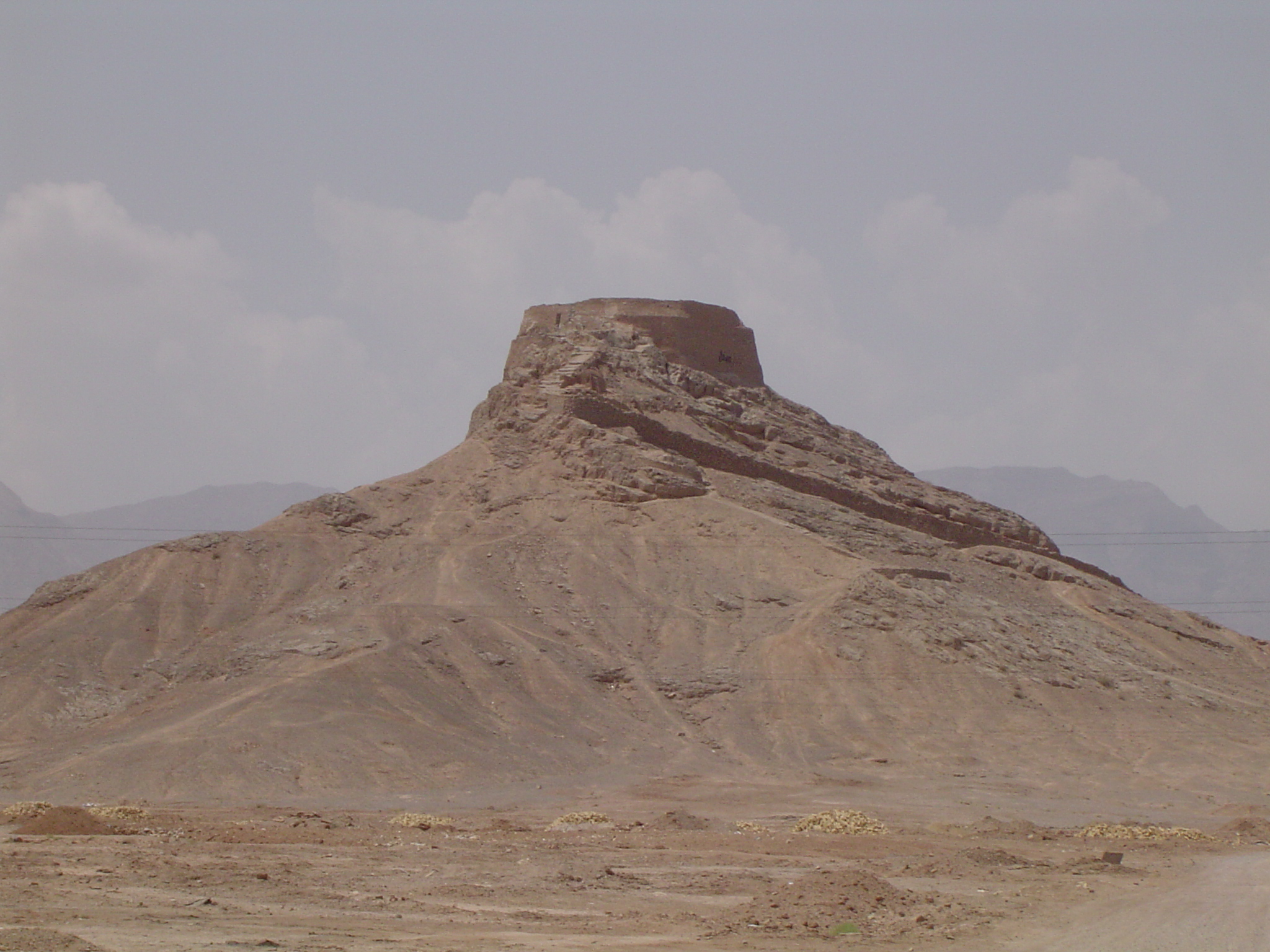
برج خاموشان (دخمه زرتشتیان)

- زیارتگاه‌ها (زیارتگاه پیرسبز، زیارتگاه پارس بانو، زیارتگاه پیرهریشت)
- باغ‌ها (باغ دولت‌آباد چهار منار، باغ خان)
- زرتشتیان (آتشکده زرتشتیان، دخمهٔ زرتشتیان)
- یهودیان (کنیسه کمال)
- ارگ و برج و بارو (برج و باروی یزد، ارگ حکومتی، قلعه اسدان)
- قبه‌ها و بقعه‌ها (قبهٔ دوازده امام، بقعه سید رکن الدین، بقعهٔ سیدخلیل، بقعهٔ سید شمس الدین)
- خانه‌های تاریخی (خانهٔ رسولیان، خانهٔ عرب‌ها، خانهٔ لاری‌ها، خانه مرتاض، خانهٔ ملک‌التجار)
- مدارس قدیمی (مدرسهٔ خان، مدرسهٔ ضیائیه(زندان اسکندر)، مدرسه شهاب الدین، مدرسه مصلی صفدرخان)
- مجموعه مازاری‌ها (حناسایی‌ها) (مازاری جوشن، مازاری اتابکی، مازاری صلحی‌زاده)

## صنعت و اقتصاد

### صنایع یزد
- نساجی و فرش
- فولاد
- معادن (آهن، زغال‌سنگ و سنگ)
- کارخانه‌های کابل و فیبر نوری
- کارخانجات کاشی
- کارنجات صنایع غذایی
- صنعت طلاسازی

با وجود این صنایع حدود ۵۳ درصد از مصرف برق در تعرفه صنعتی استفاده می‌شود که از نظر رتبه‌بندی کشوری نیز پنجمین استان صنعتی کشور شناخته می‌شود که با داشتن بیش از سه هزار واحد صنعتی، در فهرست شهرهای دارای آلودگی بالای کشور ایران قرار دارد.
برخی از شرکت‌ها و کارخانجات مهم شهر یزد به شرح زیر است:
- کارخانه یزدباف: ریسندگی، بافندگی، چاپ و تکمیل انواع پارچه‌های پنبه‌ای
- کابل‌های شهید قندی: تولید انواع کابل‌های مخابراتی، توسعه ارتباطات
- فولاد آلیاژی ایران: تولیدکننده انواع فولاد آلیاژی و مخصوص در ایران و خاورمیانه
- گروه پیشگامان کویر: فناوری اطلاعات و ارتباطات
- گروه ستاره کویر: شرکت‌های این گروه به تولید الیاف رنگی، نخ اکرلیک و پلی پروپیلن و بافت فرش ماشینی اشتغال دارند.
- نیروگاه سیکل ترکیبی شیرکوه: شبکه سراسری برق
- محورسازان سدید: صنعت ریلی

## معماری یزد
- معماری قدیم یزد

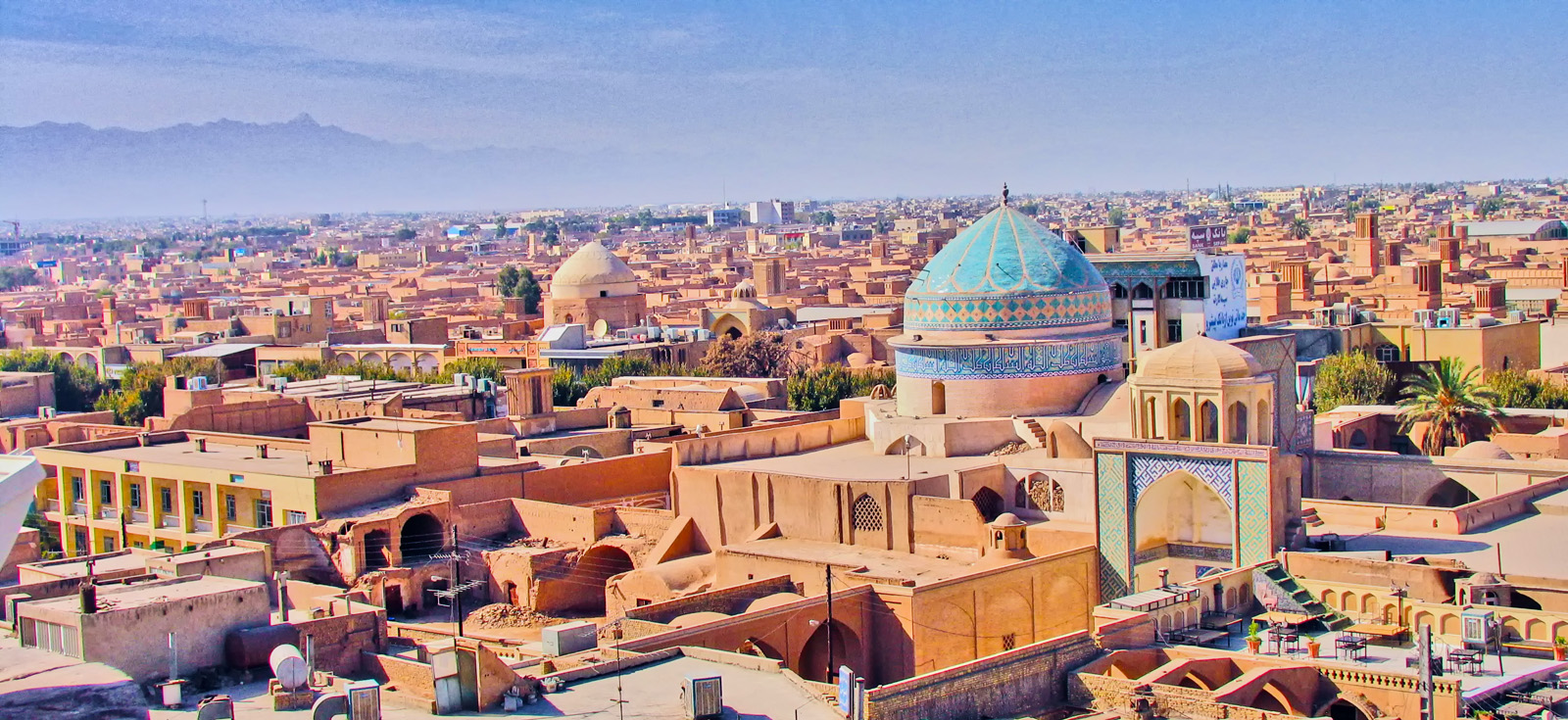
قسمتی از بافت قدیمی یزد از فراز مناره امیرچخماق

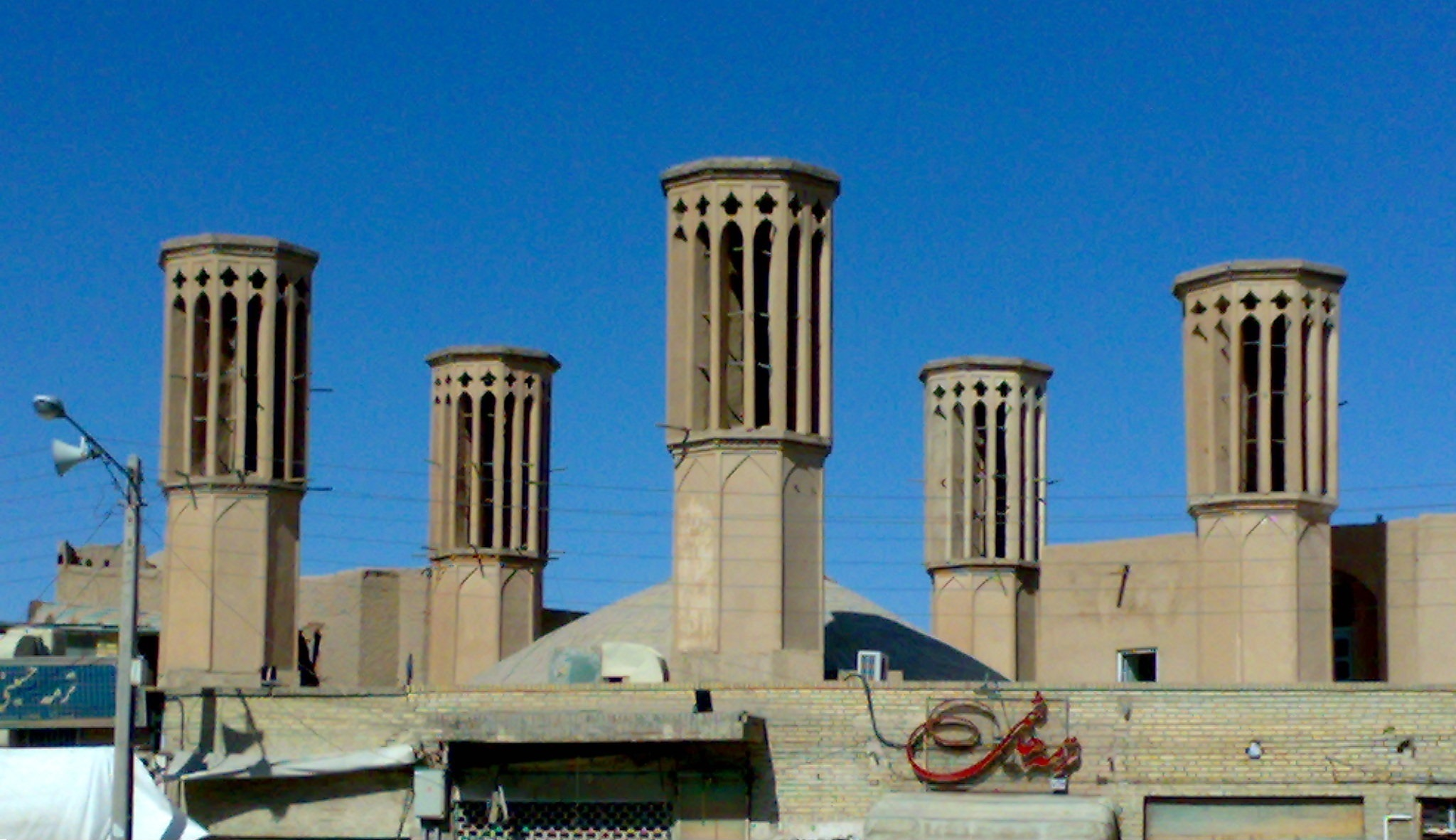
آب انبار امیرچخماق در یزد

مشخص‌ترین وجهه شهر، معماری خاص کویری آن است. بادگیرها، مناره‌ها و گنبدها مشخص‌ترین جنبه ظاهری معماری شهر است. در این سبک معماری، از بادگیر برای گرفتن جریان باد و خنک کردن فضای ساختمان به کار می‌رفته است.
بافت و ساخت معماری ویژه منطقه یزد از بارزترین نمونه‌های معماری خاص اقلیم‌های گرم و خشک در جهان است. تناسب آن با نیازها و شرایط اقلیمی- فرهنگی مردم منطقه، گذشته از زیبایی خاص این معماری، از ویژگی‌های آن است. در مرکز هر محله، معمولاً حمام، بازارچه، آب انبار، مسجد، حسینیه، لرد، کارگاه‌های کوچک، جوی آب (برای دسترسی به قنات) قرار دارد که بسیاری از این امکانات هنوز پابرجا هستند.

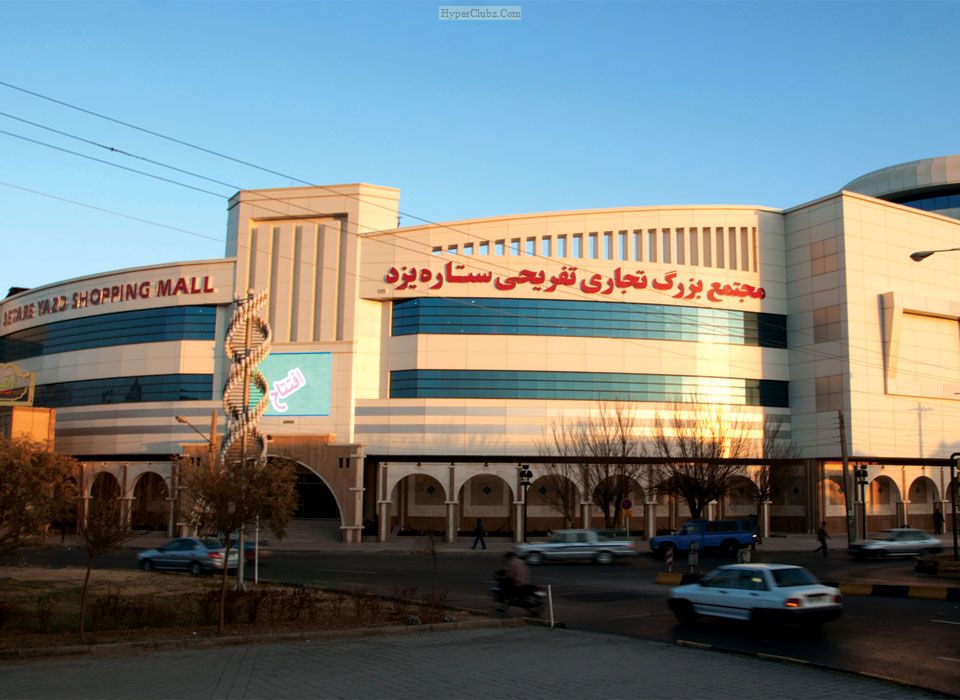
مجتمع تجاری تفریحی ستاره یزد

- عرصه و حریم بافت تاریخی یزد در پرونده ثبت یونسکو

محمدحسن طالبیان که صبح روز یکشنبه (۲۵ تیر) در نشست خبری «ثبت جهانی شهر تاریخی یزد» در سازمان میراث فرهنگی و گردشگری صحبت می‌کرد، در پاسخ به خبرنگار ایسنا دربارهٔ عرصه و حریم تعیین شدهٔ شهر تاریخی یزد که در فهرست میراث جهانی به ثبت رسید، گفت: ۷۰۰ هکتار حریم یزد و ۲۰۰ هکتار منطقه پیشنهاد شده این شهر به ثبت جهانی رسیده است.
وی در ادامه با بیان این‌که در محدوده جهانی شهر یزد ۳ هزار بادگیر وجود دارد که برای آن پروژه‌ای در نظر گرفته شده، بیان کرد: ۱۶۰ بنای تاریخی نیز به صورت مشارکتی در این شهر تاریخی مرمت شده‌اند و ۷۰ درخواست ثبت نیز از سوی مردم به ما ارائه شده است، چون می‌دانند که اگر این خانه‌ها پلاک ثبت بگیرند، ارزش خواهند داشت.

## ترابری

### فرودگاه[۳۷]
فرودگاه بین‌المللی یزد در سال ۱۳۴۸ در زمینی به مساحت ۵۷۵ هکتار تأسیس که در حاشیه جنوبی کویر مرکزی ایران و تقریباً در مرکز جغرافیایی کشور و در غرب شهر یزد در فاصله ۳/۵ ناتیکال مایل (حدود ۱۰ کیلومتری) از مرکز شهر قرار دارد. طول باند فرودگاه ۴۱۰۰ متر و عرض آن ۶۰ متر(۱۵ متر sholder(شانه راه))می‌باشد. این فرودگاه در محل تقاطع محورهای اصلی حمل و نقل شمالی–جنوبی واقع شده و راه‌های هوایی بین‌المللی UL125 وUL124 و داخلی R663 , R654 و W5 از فراز آن می‌گذرد، در نتیجه بیشتر هواپیماهای داخلی و خارجی اعم از نظامی و کشوری از فضای فرودگاه یزد عبور می‌کنند. این فرودگاه علاوه بر پروازهای برنامه‌ای و غیر برنامه‌ای که درحال انجام می‌باشد، می‌تواند در مواقع اضطراری مورد استفاده هواپیماها قرار گیرد، همان‌طور که در زمان جنگ ایران و عراق نیز مورد استفاده هواپیماهای نظامی بوده است و به عنوان بیس آموزشی شرکت‌های هواپیمائی تعیین گردیده بود، همچنین درحال حاضر دو فروند هواپیمای فوق سبک درحال انجام پروازهای آموزشی و تفریحی می‌باشند. فرودگاه درحال حاضر به صورت ۲۴ ساعته می‌باشد.
- ارتفاع فرودگاه از سطح دریا ۱۲۳۰ متر (۴۰۵۵ پا) و برای هواپیماهای تا رده 200-747 B پیش‌بینی گردیده است.
- پارکینگ هواپیماها به ابعاد ۱۲۰×۴۲۰ متر می‌باشد که ظرفیت پذیرش آن یک فروند هواپیمای بدنه وسیع و سه فروند هواپیمای بدنه متوسط را به‌طور هم‌زمان می‌باشد. این پارکینگ به وسیله دو تاکسی وی به باند مرتبط می‌باشد.
- محدوده منطقه تحت کنترل واحد مراقبت پرواز فرودگاه (CTR) دایره‌ای به شعاع ۳۰ مایل(۴۸ کیلومتر) از دستگاه VOR/DME می‌باشد که تا ارتفاع ۱۷۵۰۰ پا از سطح دریا گسترش دارد.
- از نظر توپوگرافی در داخل این منطقه (CTR)دو رشته کوه موازی در فاصله تقریبی ۴۰ کیلومتر از یکدیگر قرار دارند که فرودگاه تقریباً در وسط این دو رشته کوه قرار دارد، در قسمت جنوب فرودگاه، شیرکوه در جهت شرقی–غربی امتداد یافته ولی خوشبختانه ارتفاعات موجود در نشست و برخاست هواپیماها اشکال ایجاد نمی‌کند و از این نظر فرودگاه از ایمنی بالایی برخوردار است.

### راه‌آهن
اتصال به شبکه حمل و نقل ریلی و جابجایی مسافر و بار از طریق ناوگان ریلی از آرزوهای هر شهروندی می‌باشد. آرزوی مردم استان یزد به بهره‌مندی از راه‌آهن در تاریخ اول خرداد ماه سال ۱۳۵۰ محقق گردید. البته پروژه راه‌آهن جنوب‌شرق، در راستای اهداف متصور برای آن با عنوان راه‌آهن قم ــ زرند در سال ۱۳۱۷ آغاز گردید و بخش عمده‌ای از فعالیت‌های زیربنایی آن نیز انجام گرفت اما به‌دلیل اوضاع سیاسی کشور در این سال‌ها افتتاح و بهره‌برداری آن تا سال ۱۳۵۰ به تعویق افتاد. با طلیعه عصر انقلاب صنعتی و ایجاد کارخانه ذوب آهن اصفهان ضرورت دستیابی به منابع معدنی زغال‌سنگ و سنگ آهن باعث گردید تا مسئولان وقت با اهمیت خاصی این پروژه عظیم اقتصادی را در اولویت کار خود قرار دهند. کلیه عملیات فنی و نقشه‌برداری‌ها به دست مهندسین و کارگران ایرانی در مدت زمانی بسیار کوتاه انجام یافت.
راه‌آهن جمهوری اسلامی ایران در یک شبکه گسترده و عظیم از خطوط، مهم‌ترین نقاط حمل و نقل کشور را که در برگیرنده بندرهای جنوب و شمال، مراکز صنعتی و اقتصادی از قبیل کارخانجات و مراکز اقتصادی و تجاری همچنین معادن عظیم مستقر در اقصی نقاط کشور را به یکدیگر متصل نموده است. این مجموعه گسترده تا سال ۱۳۹۰ در برگیرنده ۹۵۰۰ کیلومتر خط اصلی، در قالب ۱۸ اداره کل تقسیم‌بندی گردیده است.
اداره کل راه‌آهن یزد یکی از این ادارات کل ۱۸گانه راه‌آهن می‌باشد. این اداره کل در سال ۱۳۵۰ با اتصال به شبکه راه‌آهن به منظور بهره‌برداری از معادن سنگ آهن و زغال‌سنگ جهت تغذیه کارخانه ذوب آهن اصفهان، فعالیت خود را آغاز نمود. درحال حاضر این اداره کل دارای ۶۸۰ کیلومتر خط اصلی می‌باشد. مرکز آن در ایستگاه یزد قرار دارد و با اتصال به ۴ اداره کل (شرق، اصفهان، هرمزگان و کرمان) سهم و اهمیت قابل توجهی را در شبکه حمل و نقل ریلی به خود اختصاص داده است. این اداره کل از خروجی ایستگاه بادرود در استان اصفهان شروع و در ایستگاه بافق به ادارات کل راه‌آهن کرمان، هرمزگان و شرق متصل می‌گردد. نقشه خطوط اداره کل راه‌آهن یزد به پیوست می‌باشد.
اهمیت راهبردی اداره کل راه‌آهن یزد، به‌دلیل واقع شدن در منطقه معدنی کشور، و نقش آن در جابجایی و انتقال مواد معدنی، همچنین اتصال بخش اصلی کریدورهای ترانزیتی راه‌آهن، در سطح بالایی قرار دارد، طوری‌که مبتنی بر آمار عملکرد در دهه هشتاد، در مجموع از حیث شاخص‌های عملکردی در راه‌آهن رتبه اول را کسب نموده است. کسب ۴۰٪ درآمد راه‌آهن در بین ۱۸ اداره کل بسیار حائز اهمیت و تحسین‌برانگیز می‌باشد.

### پایانه مسافربری
در زمینی به مساحت ۵۷ هکتار حد فاصل جاده شهرک صنعتی و جاده ترانزیتی و بلوار شهید دهقان که متعلق به وزارت راه و شهرسازی بود طی مراحل قانونی تملک، و در تاریخ ۷۷/۱/۲۵ عملیات عمرانی پایانه آغاز شد و در تاریخ ۱۳۸۸/۱۰/۱۵ با تعطیلی پایانه قدیم، خدمات دهی به مردم در پایانه جدید آغاز شد. زیر بنای پایانه بزرگ حدود ۱۴۰۰۰ مترمربع شامل ساختمان، حیات مرکزی و رواق‌ها می‌باشد که هزینه حدود ۱۰۰٬۰۰۰٫۰۰۰٫۰۰۰ ریال است که توسط شهرداری یزد ساخته شده است. ۱۲ هکتار فضای جنگلی- ۲ هکتار فضای سبز تزئینی - ۱۷ مرکز تجاری عرضه سوغات و تنقلات، مطبوعات، میوه فروشی، اسباب بازی فروشی، محصولات فرهنگی و خدماتی – رستوران بزرگ و مجهز – نمازخانه بزرگ- پاسگاه نیروی انتظامی – کافی نت – کافی شاپ – ۱۶ دفتر فروش بلیت با امکانات کافی و به روز به مساحت هرکدام ۳۵۰مترمربع در سه طبقه، محل استراحت رانندگان (یک واحد ۸۰مترمربعی)، اتاق مدیریت مشرف به سالن انتظار مسافر، شرکت و گیشه فروش بلیت - سرویس‌های بهداشتی متعدد(۶۴ چشمه)-تعداد ۱۲۸ سکوی سوار شدن مسافر – پارکینگ خودروهای سبک به تعداد ۳۰۰ واحد (۲۰۰ واحد مسقف و۱۰۰ واحد بدون سقف) - سیستم تهویه مطبوع – ساختمان اداری مناسب – سالن عمومی بسیار مناسب به مساحت ۱۵۰۰مترمربع – ۳۵۰۰۰مترمربع کف فرش و ۵۰۰۰۰ مترمربع آسفالت؛ و هم. اکنون. BRT در یزد راه اندازی شده و درحال خدمت‌رسانی به شهروندان یزدی می‌باشد.

### اتوبوس
سازمان اتوبوسرانی شهر یزد در سال ۱۳۵۵ تأسیس شد. ترابری اتوبوس شهری یزد با ۱۰ دستگاه اتوبوس بنز در ۵ مسیر آغاز شد. اساسنامه این سازمان در سال ۱۳۶۷ به تصویب وزارت کشور رسید. در این زمان ناوگان این سازمان به ۲۲ اتوبوس در ۱۴ مسیر افزایش پیدا کرده بود. از سال ۱۳۹۱ بلیت الکترونیک اتوبوسرانی درون‌شهری یزد مورد استفاده قرار گرفت.

### تاکسی
نخستین تاکسی در سال ۱۳۳۳ به یزد آورده شد و بعد از یک سال تعداد آن به هفت خودرو رسید. نخستین خودروهایی که در یزد به عنوان تاکسی مورد استفاده بودند، آستین، مسکوویچ، پابِدا (ساخت شرکت گاز)، فورد و هیلمن بودند. سازمان تاکسیرانی یزد در سال ۱۳۷۶ کار خود را به صورت رسمی آغاز کرد.

### دوچرخه اشتراکی

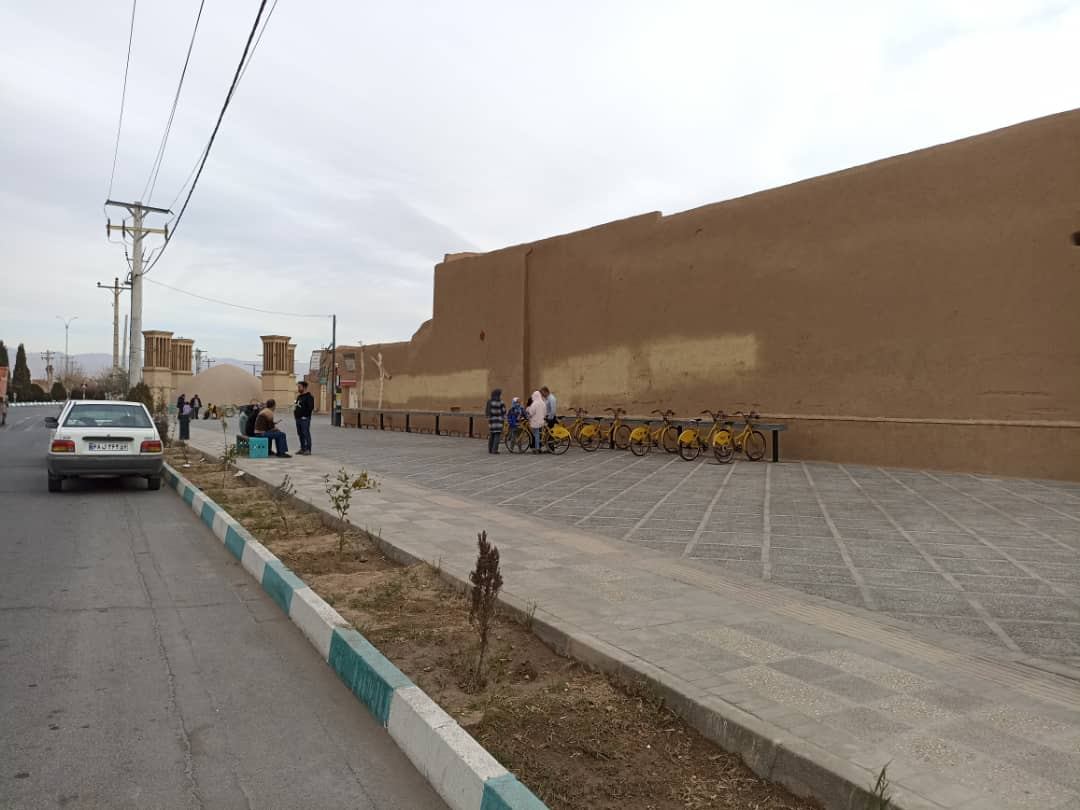
ایستگاه دوچرخه اشتراکی بهرو، در بلوار بسیج یزد

ایستگاه‌های دوچرخه اشتراکی هوشمند در یزد با نام بهرو در سال ۱۳۹۹ آغاز به کار نمودند. در مرحله اول ۱۰ ایستگاه در بافت تاریخی ساخته شده و در مراحل بعدی قرار است ۱۲ ایستگاه اضافه شود.

### فاصله شهر یزد تا سایر شهرهای بزرگ
| شهر مقصد | فاصله (کیلومتر) |
| -------- | --------------- |
| اراک     | ۶۲۵ کیلومتر     |
| ارومیه   | ۱۲۸۸ کیلومتر    |
| اصفهان   | ۳۱۹ کیلومتر     |
| اهواز    | ۷۵۷ کیلومتر     |
| بابل     | ۷۶۷ کیلومتر     |
| بندرعباس | ۶۷۵ کیلومتر     |
| تبریز    | ۱۱۴۸ کیلومتر    |
| تهران    | ۶۲۵ کیلومتر     |
| رشت      | ۹۲۵ کیلومتر     |
| زاهدان   | ۸۷۵ کیلومتر     |
| شیراز    | ۴۵۰ کیلومتر     |
| قم       | ۵۰۰ کیلومتر     |
| کرمان    | ۳۷۵ کیلومتر     |
| کرمانشاه | ۹۲۵ کیلومتر     |
| مشهد     | ۹۲۵ کیلومتر     |
| همدان    | ۷۷۵ کیلومتر     |

## رسانه

### رادیو و تلویزیون[۴۳]
صدا و سیمای مرکز یزد در تاریخ ۱۳۵۱/۱۱/۶ با یک فرستنده ۱۰ کیلووات و صرفاً به عنوان یک مرکز خبری و تقویت‌کننده رادیویی واقع در کیلومتر جاده یزد - کرمان کار خود را آغاز کرد. در سال ۱۳۵۳ با اضافه شدن یک فرستنده ۵۰ کیلو وات تلویزیونی به عنوان تقویت‌کننده برنامه‌های شبکه سراسری (شبکه یک) این مرکز از حیث فنی تکمیل تر و به عنوان رادیو و تلویزیون محلی یزد نام گرفت.

### سینما
شهر یزد دارای ۳ سینما است:
- پردیس سینما جام جم(۴سالن)
- پردیس سینمایی تک (۵ سالن)
- سینما خلیج فارس یزد(۴ سالن)
- سینما دانش آموز (منحصر به برگزاری مراسم‌های خاص اداره کل آموزش و پرورش)
- تالار مرکزی یزد
- سینما ایران
- سینما فرهنگ

درحال حاضر، سینما فرهنگ و سینما ایران به عنوان قدیمی‌ترین سینماهای یزد چند سالی است، تعطیل شده‌اند؛ حتی خبرهایی مبنی بر فروش و تغییر کاربری یکی از آن‌ها نیز به میان آمده بود.

## بوستان‌های و فضای سبز
شهر یزد دارای ۱۲ بوستان بزرگ (شهری) و ۱۵۳ بوستان کوچک (محله‌ای) می‌باشد.
از این میان، پر رونق‌ترین پارک‌های یزد، عبارتند از:
- بوستان کوهستان (دارای شهر بازی)
- بوستان شادی (دارای شهر بازی)
- بوستان بزرگ شهر (مارکار)(دارای شهر بازی)
- بوستان غدیر
- بوستان هفت تیر {دارای شهر بازی}
- بوستان آزادگان

بوستان کوهستان یزد یکی از پر رونق‌ترین فضاهای سبز شهری یزد محسوب می‌شود که بخش دوم آن ازجمله ست‌های بازی، کف پوش، آلاچیق ساخته شده است. همچنین آب‌نمای هارمونی موزیکال در این بوستان راه اندازی شده است.

## ره‌آورد

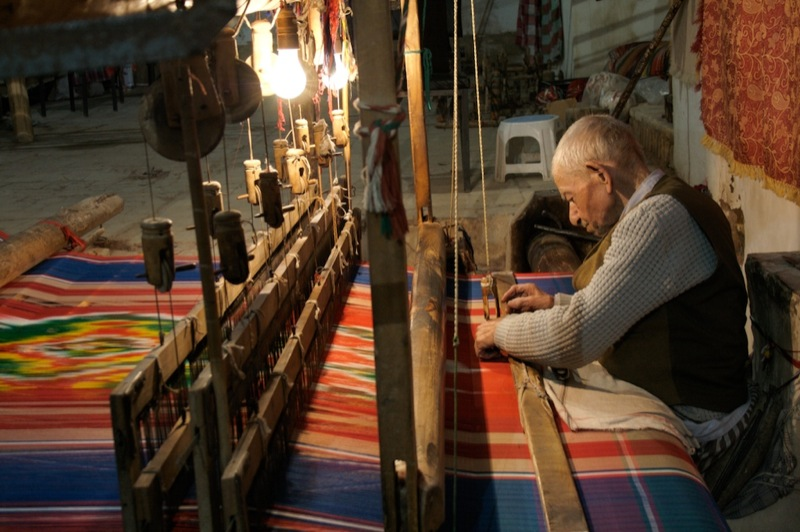
هنرمند دارایی باف

| دسته               | محصول |
| ------------------ | --- |
| شیرینی             | قطاب، پشمک، باقلوا، کیک یزدی، لوزهای پنجگانه، حاجی بادام، شیرینی نارگیلی ،سوهان، نان برنجی                             |
| طلاسازی            | زنجیر چینابی |
| پارچه              | شعربافی، ترمه یا انگشت بافت، زری‌دوزی، لنگ یزدی، پارچه مبلی، مخمل، دارایی‌بافی (ایکات)، شمد، چادرشب، روتختی، دستمال یزدی |
| روانداز و زمین پوش | قالی، قالیچه، گلیم، سجاده، زیلو، پتو، سفره، بقچه، روفرشی، لنگ، حصیر                                                    |
| خاکینه             | سفال، سرامیک، کاشی |
| سایر               | انار، ارده، حلوا ارده، گیوه، سریشم، زیورآلات طلا                                                                       |

## آب و هوا
یزد، دارای آب و هوای اقلیمی ـ گرم و خشک است و نوسان دما بجز در تابستانهای بسیار گرم در بقیه فصول میانگین دما ۱۹٫۵ درجه است، از این نگاه می‌توان گفت: یزد دارای سه فصل است فصل گرما (از اواسط خرداد تا اواسط شهریور) و فصل کوتاه سرما (از آذر تا بهمن). و در بقیه ماه‌ها دارای اعتدال نسبی دما است. همچنین قله مرتفع شیرکوه باعث وجود ییلاقات فراوان وخوش آب و هوا در نزدیکی یزد در مناطق پیشکوه (علی‌آباد و نصرآباد و …) میانکوه (ده بالا و طزرجان و…) و پشتکوه (نیر و گاریز و…) گردیده است.
| آب و هوای یزد                   | آب و هوای یزد | آب و هوای یزد | آب و هوای یزد | آب و هوای یزد | آب و هوای یزد | آب و هوای یزد | آب و هوای یزد | آب و هوای یزد | آب و هوای یزد | آب و هوای یزد | آب و هوای یزد | آب و هوای یزد | آب و هوای یزد |
|                                 | ژانویه        | فوریه         | مارس          | آوریل         | مـــــه       | ژوئـن         | ژوئیـه        | اوت           | سپتامبر       | اکتبـر        | نوامبر        | دسامبر        | سـال          |
| ------------------------------- | ------------- | ------------- | ------------- | ------------- | ------------- | ------------- | ------------- | ------------- | ------------- | ------------- | ------------- | ------------- | ------------- |
| گرم‌ترین C°                      | ۲۲            | ۲۳            | ۳۱            | ۳۷            | ۳۸            | ۴۲            | ۴۵            | ۴۲            | ۴۰            | ۳۷            | ۲۷            | ۲۵            | ۴۵            |
| میانگین گرم‌ترین‌ها C°            | ۸             | ۱۳            | ۱۸            | ۲۵            | ۳۰            | ۳۶            | ۳۷            | ۳۶            | ۳۲            | ۲۶            | ۱۸            | ۱۲            | ۲۵            |
| میانگین سردترین‌ها C°            | ۱             | ۴             | ۹             | ۱۵            | ۲۱            | ۲۶            | ۲۸            | ۲۵            | ۲۰            | ۱۴            | ۷             | ۳             | ۱۵            |
| سردترین C°                      | -۱۰           | -۷            | -۵            | ۰             | ۸             | ۱۵            | ۱۷            | ۱۵            | ۸             | ۲             | -۵            | -۱۱           | -۱۱           |
| بارش mm                         | ۰             | ۱۰            | ۰             | ۱۰            | ۰             | ۰             | ۰             | ۰             | ۰             | ۰             | ۰             | ۰             | ۴۰            |
| منبع: سایت ودربیس ۱۲ اکتبر ۲۰۱۲ |               |               |               |               |               |               |               |               |               |               |               |               |               |

## مراکز علمی، آموزشی و فرهنگی
۹۹٫۹ درصد جمعیت استان یزد از سواد پایه بهره‌مند هستند و یزد در این زمینه رتبه نخست را به خود اختصاص داده است. در سال ۱۴۰۱ برای بیست و نهمین سال پیاپی یزدی‌ها مقام نخست پذیرش در کنکور سراسری را بخود اختصاص دادند در یزد مراکز علمی و آموزشی و فرهنگی بسیار وجود دارد که در زیر شماری از آن‌ها آمد است:
- دانشگاه یزد
- دانشگاه علوم پزشکی شهید صدوقی یزد
- دانشگاه میبد
- دانشگاه جامع علمی و کاربردی یزد
- مرکز تربیت معلم یزد

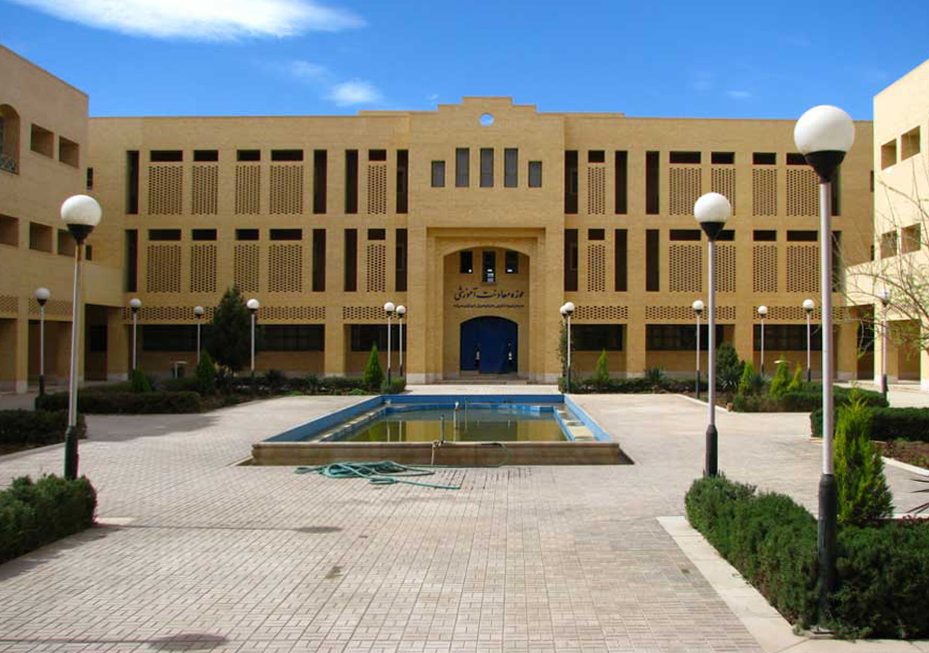
حیاط ساختمان معاونت آموزشی دانشگاه یزد

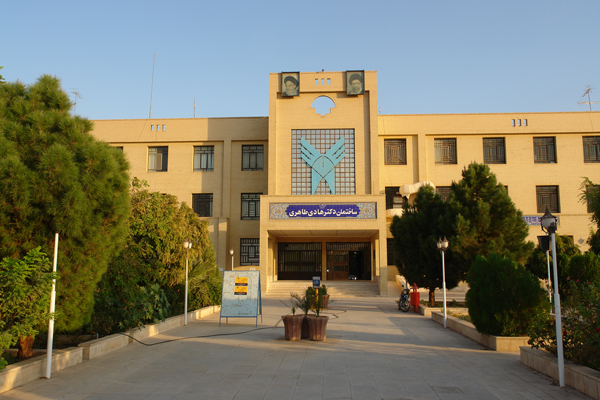
ساختمان اداری دانشگاه آزاد اسلامی واحد یزد (ساختمان دکتر هادی طاهری)

- دانشگاه فنی و حرفه‌ای استان یزد ساختمان امام علی
- دانشگاه آزاد یزد بایگانی‌شده  در ۱۴ اکتبر ۲۰۱۶ توسط Wayback Machine
- دانشگاه پیام نور یزد
- دانشگاه علم و هنر یزد بایگانی‌شده  در ۸ دسامبر ۲۰۰۸ توسط Wayback Machine
- دانشگاه علوم و تحقیقات واحد یزد بایگانی‌شده  در ۹ ژوئن ۲۰۱۶ توسط Wayback Machine
- پارک علم و فناوری یزد
- موزه علوم طبیعی
- دو دبیرستان استعدادهای درخشان برازنده مقدم و شهید صدوقی
- دبیرستان‌های نمونه دولتی ملک ثابت و درخشنده صراف
- دبیرستان امام حسین
- مجتمع فرهنگی مهنور
- مجتمع فرهنگی امام علی
- مؤسسه آموزش عالی جواد
- مؤسسه آموزش عالی ملاصدرا
- مرکز علمی کاربردی جوادالائمه
- آموزشکده شهید صدوقی
- دانشگاه آزاد اشکذر
- دانشگاه پیام نور رضوانشهر صدوق
- دانشگاه اردکان
- استخر موج‌های آبی باران رضوانشهر صدوق

## مراکز پزشکی
| - مرکز ناباروری یزد - بیمارستان مرتاض - بیمارستان سوانح سوختگی شهید صدوقی - بیمارستان فوق تخصصی زنان و زایمان و نازایی مادر - بیمارستان تخصصی قلب افشار - بیمارستان شهید رهنمون(فرخی) - بیمارستان شهید صدوقی - بیمارستان شهدای کارگر تأمین اجتماعی | - بیمارستان گودرز - بیمارستان سیدالشهدا - بیمارستان مجیبیان - مرکز پرتو درمانی و شیمی درمانی رمضان زاده - مرکز پزشکی خاتم‌الانبیا - کلینیک تخصصی و فوق تخصصی بقایی پور - مرکز پزشکی هراتی - بیمارستان شاه ولی |

## مراکز نظامی
- پادگان آیت‌الله خاتمی
- پادگان شهید صدوقی
- پادگان تیپ ۱۸ الغدیر
- صنایع دفاع یزد
- پادگان ولی عصر
- ستاد فرماندهی سپاه الغدیر استان یزد

## کتابشناسی
شهر یزد سنت تاریخ‌نگاری غنی‌ای دارد؛ نخستین متن تاریخی به جای مانده از شهر یزد جامع الخیرات نام دارد، که در سال ۷۲۳ هجری قمری نوشته شده است. تاریخ یزد تألیف جعفری یزدی نخستین تاریخ محلی این شهر است، که تاریخ این شهر را از آغاز تا سال ۸۴۵ هجری قمری پوشش می‌دهد. بعدها شخصی به نام حسین بن علی کاتب ویرایش و تکمیلی از این کتاب انجام می‌دهد و آن را تاریخ جدید یزد می‌نامد. تاریخ جدید یزد وقایع این شهر را از آغاز تا سال ۸۶۲ هجری قمری پوشش می‌دهد. سومین تاریخ محلی شهر یزد در عصر صفوی نگاشته شده است، و جامع مفیدی نام دارد. مؤلف این کتاب یعنی مستوفی بافقی از دیوان سالاران نامی عصر صفوی است.
در دوره قاجار سفرنامه‌های خارجی و رسالات بسیاری از شهر یزد بر جای مانده است. در چند دهه اخیر نیز پژوهشگرانی چون ایرج افشار و عبدالعظیم پویا کتاب‌هایی در مورد این شهر نگاشته‌اند، که فهرستی از آن‌ها را در ادامه ملاحظه می‌کنید:
- یزد در سفرنامه‌ها، گردآوری اکبر قلمسیاه، جلد نخست: تهران، انتشارات سبز رویش، ۱۳۷۵/ جلد دوم: یزد، انتشارات گیتا، ۱۳۷۹
- زندان سکندر از نگاهی دیگر: پژوهشی در شناخت تاریخ باستانی یزد، عبدالعظیم پویا، یزد: وزارت فرهنگ و ارشاد اسلامی، ۱۳۶۸
- تاریخ فرهنگی یزد در روزگار شاه عباس و شاه سلیمان، محمدرضا ابوئی یزدی، انتشارات بنیاد موقوفات محمود افشار یزدی، ۱۳۹۱
- اسناد یزد در دوره مشروطیت، به کوشش احمد مظفرقائم، تهران: کتابخانه مجلس، ۱۳۹۰
- یزد در اسناد امین‌الظرب، به کوشش اصغر مهدوی و ایرج افشار، تهران: طلایه فرهنگ، ۱۳۸۰
- یزد در اسناد مطبوعاتی، به کوشش محمد حاجی شعبانی، قم: صحیفه خرد، ۲ جلد

## شهرهای خواهر خوانده
| کشور      | شهر خواهرخوانده                                              |
| --------- | ------------------------------------------------------------ |
| ارمنستان  | گیومری                                                       |
| سوریه     | حمص                                                          |
| مجارستان  | یاس‌برنی (یاسبرین) نارسمی از ۱۹۹۶؛ بازنوشده در ۲۹ نوامبر ۲۰۰۷ |
| عمان      | نزوی                                                         |
| کوبا      | اولگین                                                       |
| کره جنوبی | یئوسو                                                        |
| اندونزی   | جاکارتا پیش‌پیمان خواهرخواندگی از ۲۹ ژانویه ۲۰۰۹              |
| ایتالیا   | ونیز                                                         |
| اسپانیا   | تولدو                                                        |
| فرانسه    | لیون                                                         |

و…

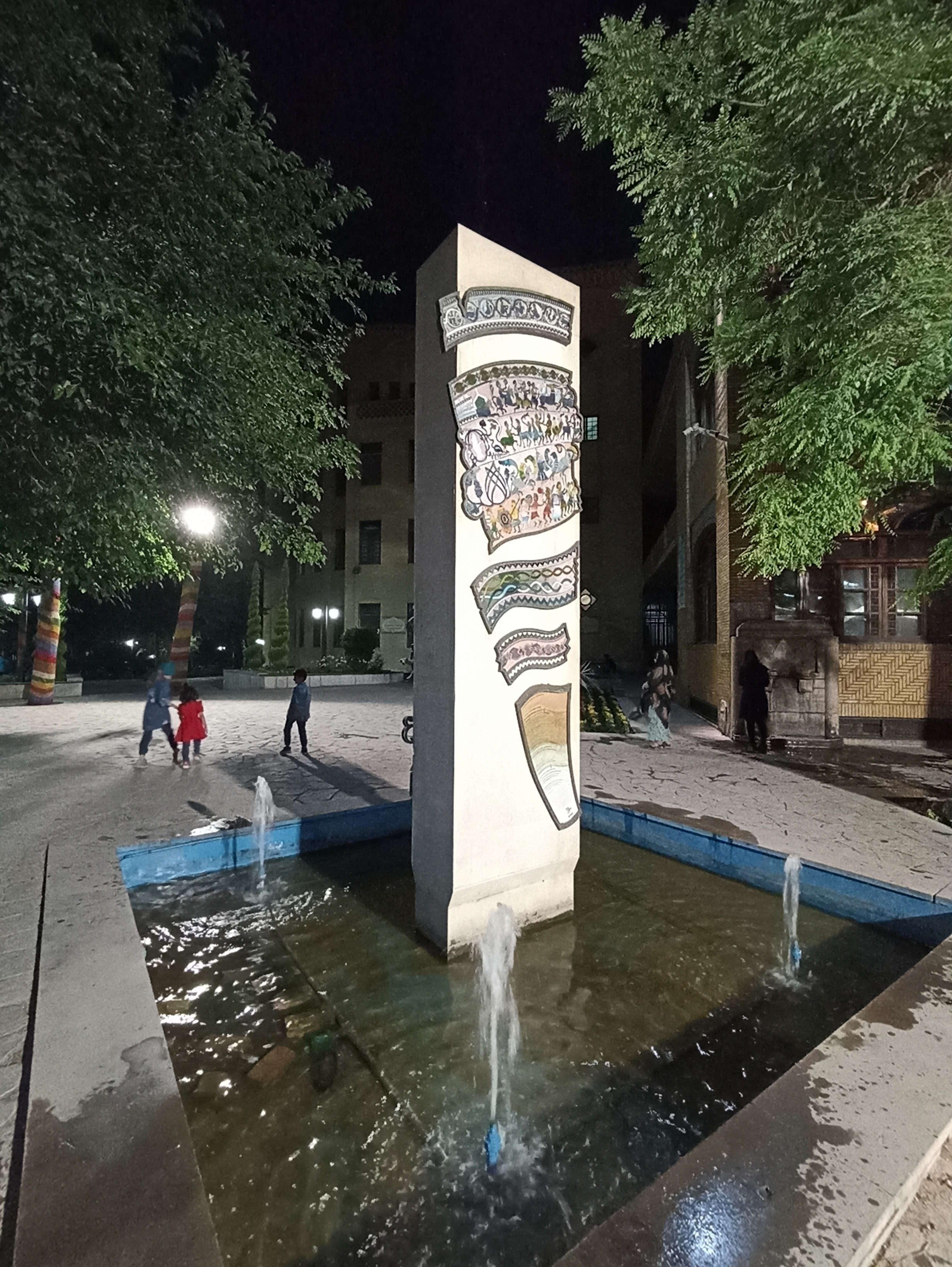
نماد شهر یاس‌برنی (شیپور لهل) در بوستان باغ ملی یزد

برای مشاهده تمام خواهر خوانده‌های یزد به فهرست خواهرخواندگان ایران مراجعه نمایید.

## نگارخانه

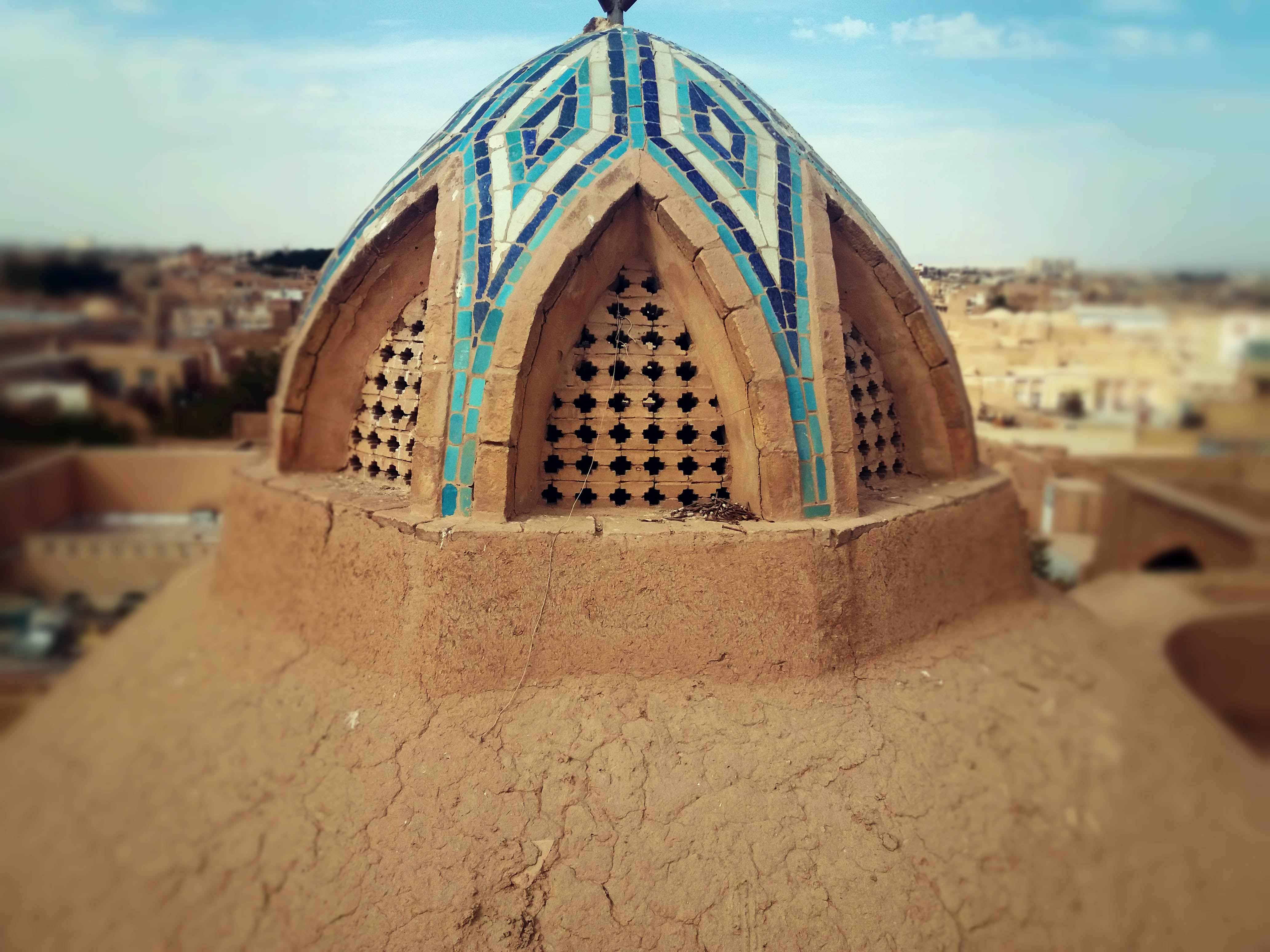
گنبد مدرسه شمسیه چهارمنار
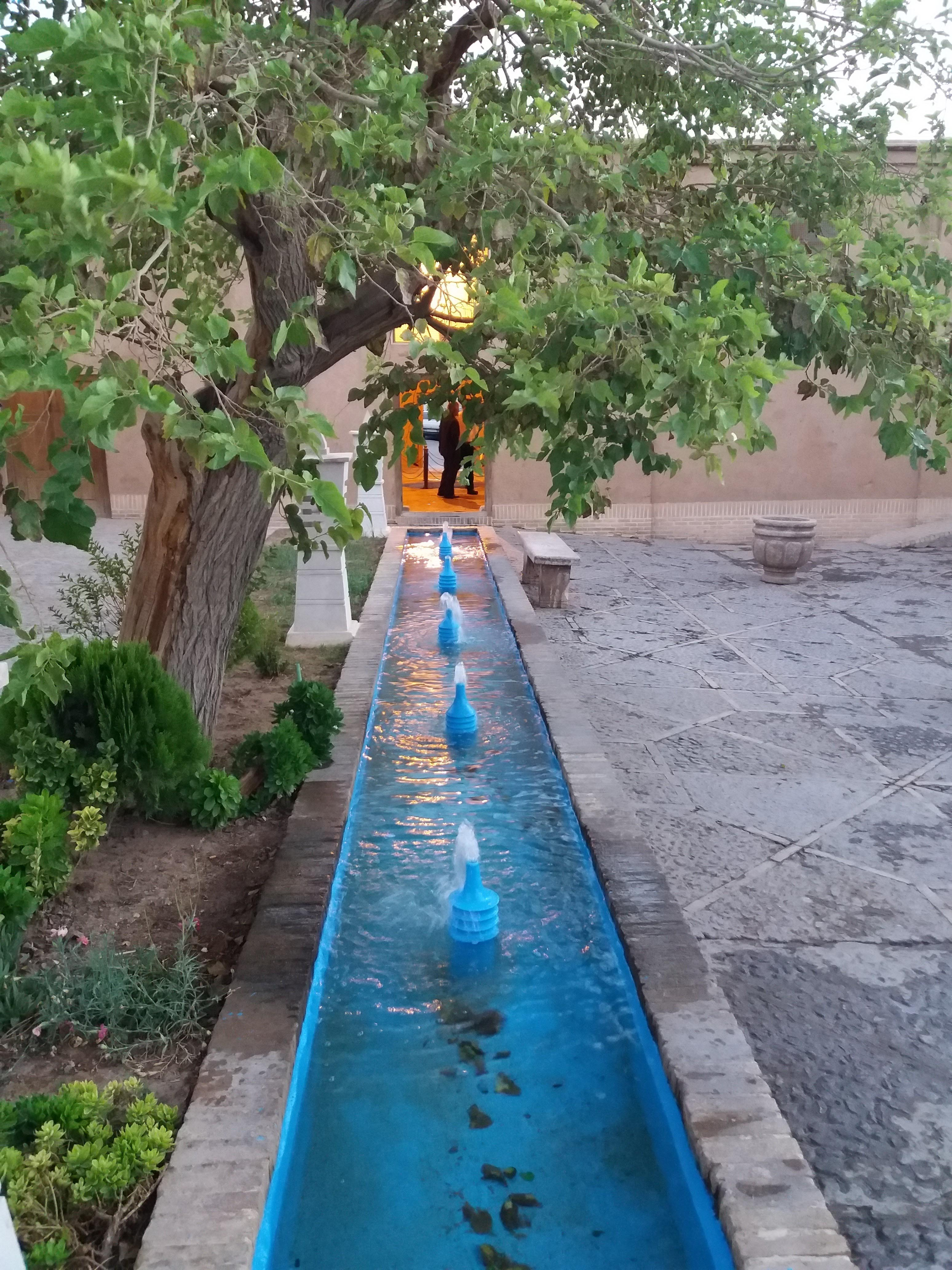
نمای ورودی باغ دولت آباد چهارمنار
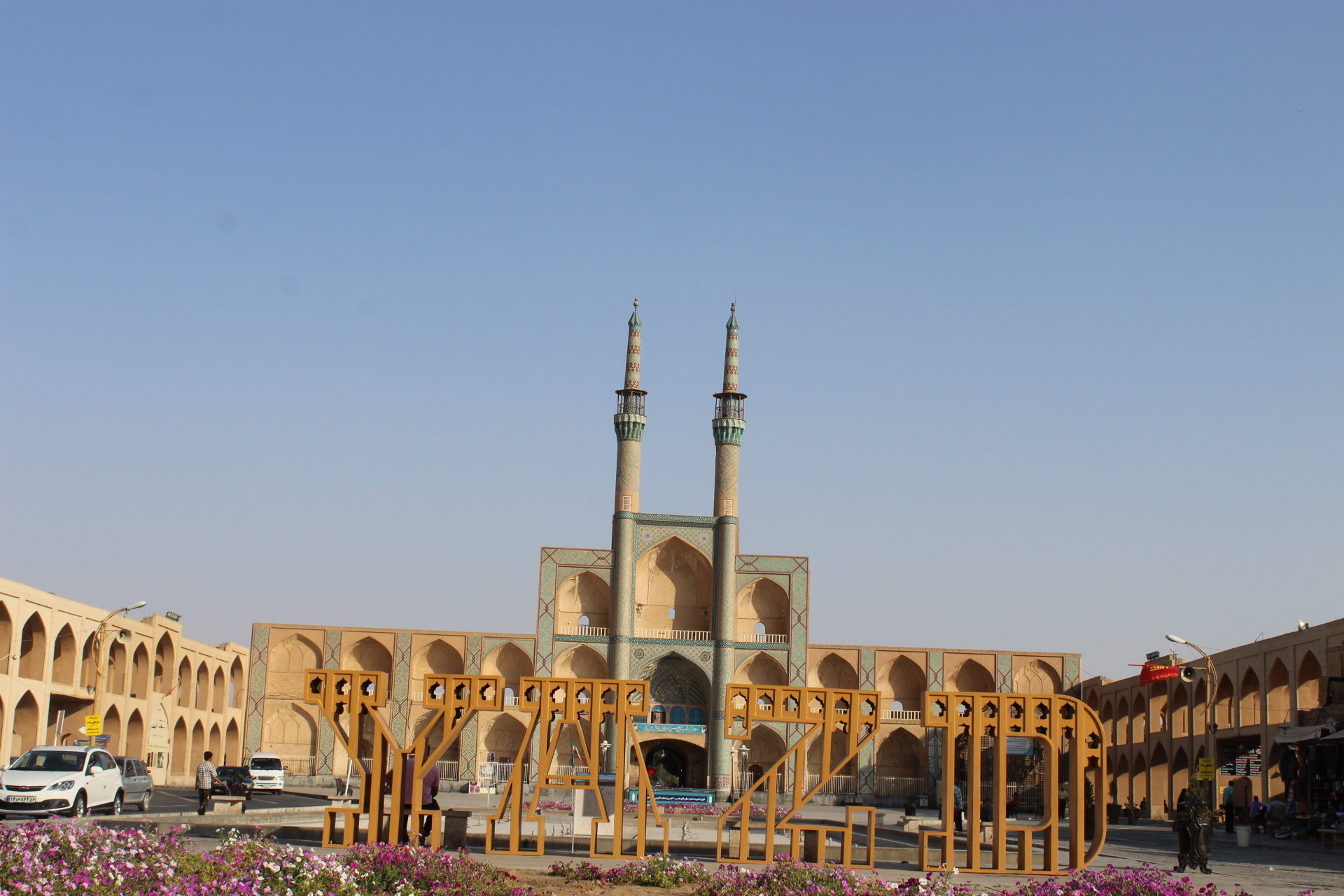
تکیه امیرچخماق
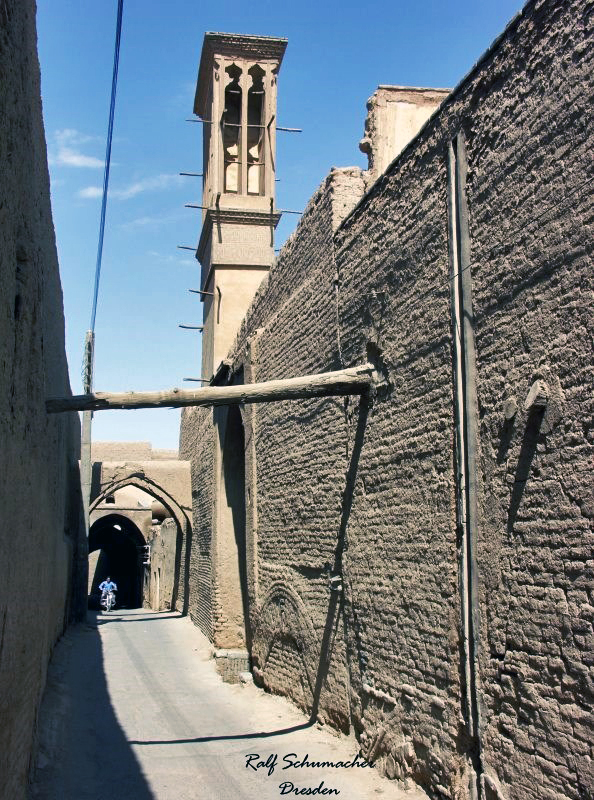
نمای کوچه‌ای معمولی و بادگیر
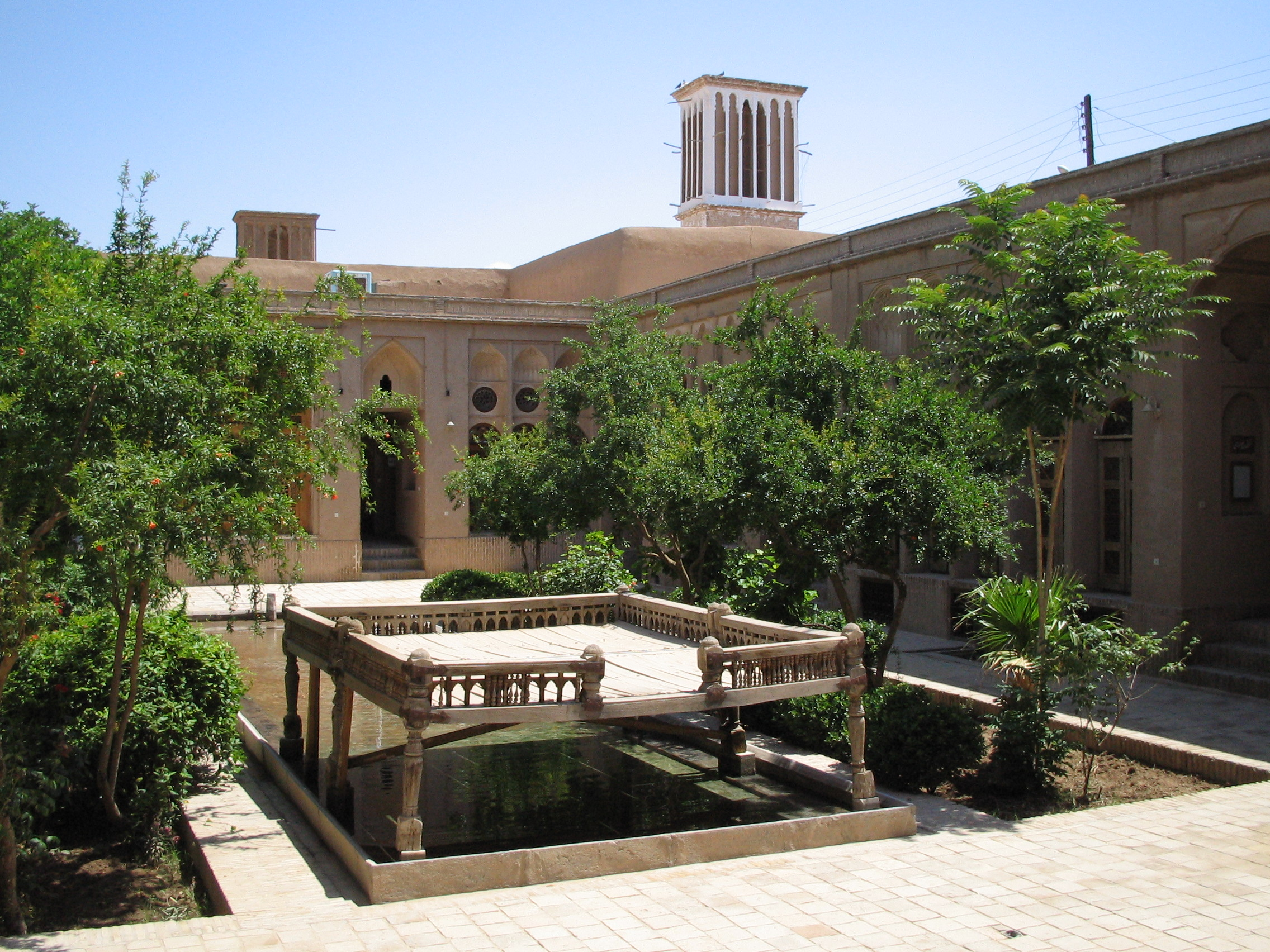
حیاط خانه لاری‌ها
سقف اتاق خانه لاری‌ها
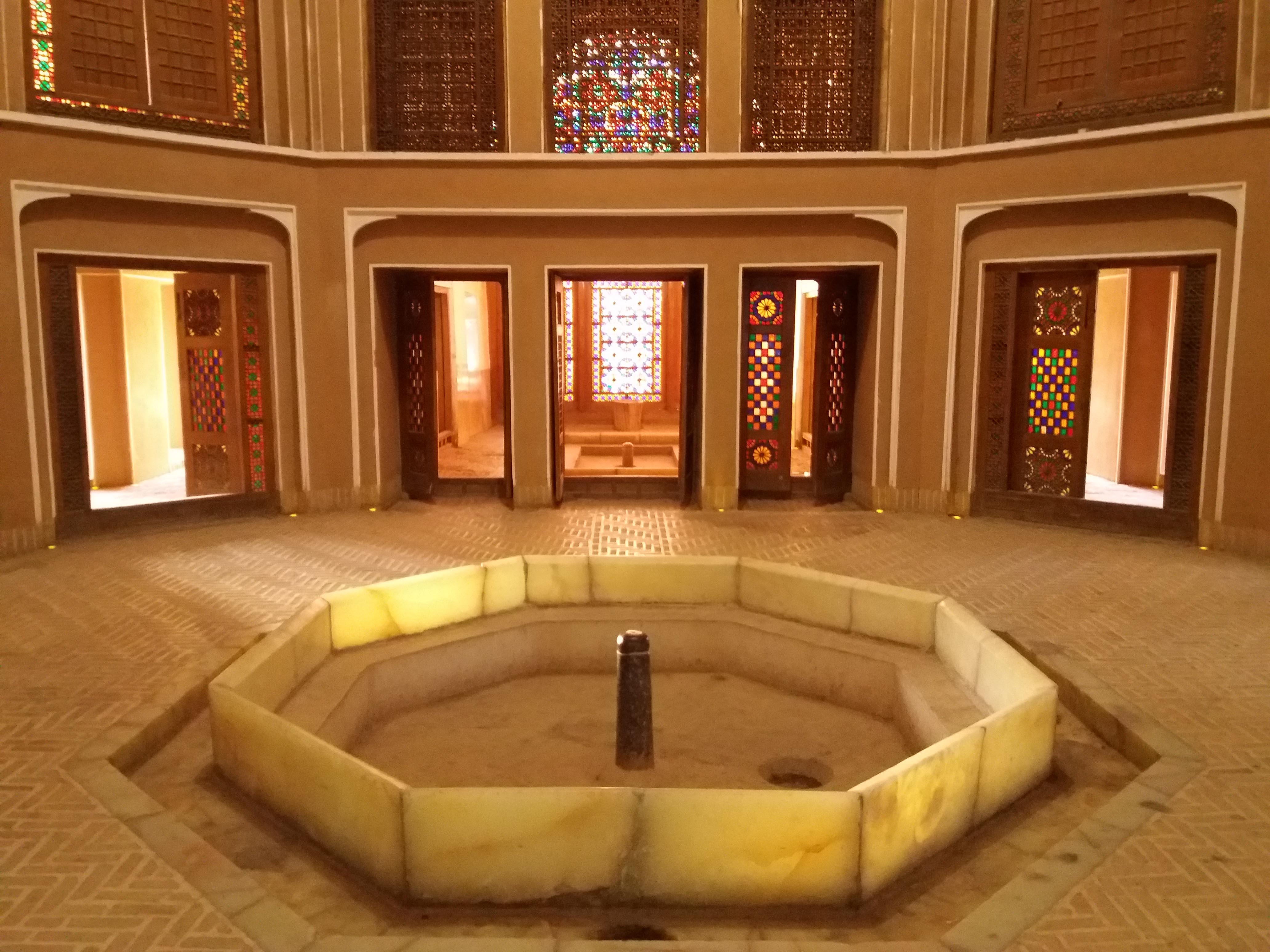
نمای داخلی عمارت باغ دولت آباد چهارمنار
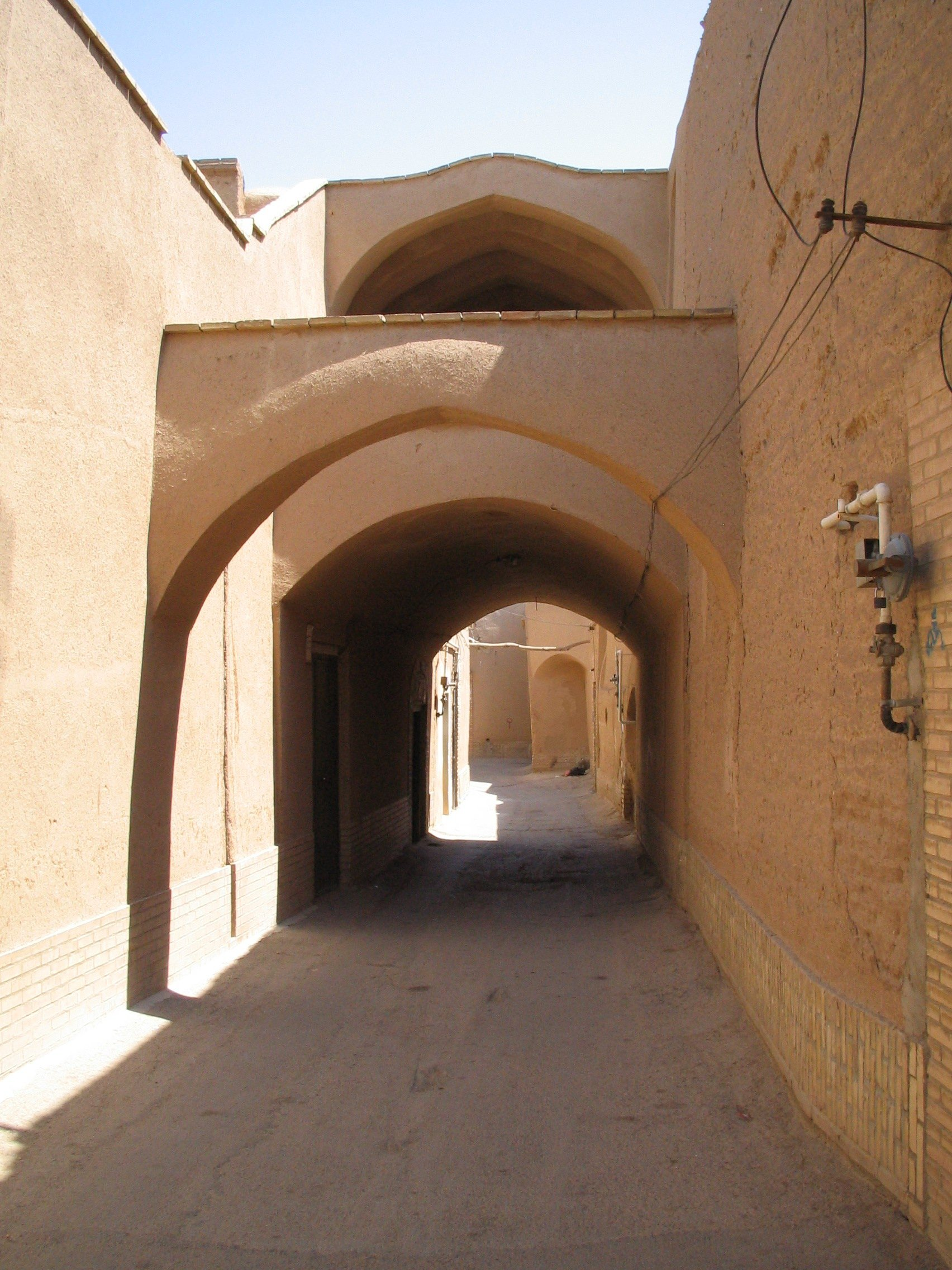
کوچه و ساباطی در یزد
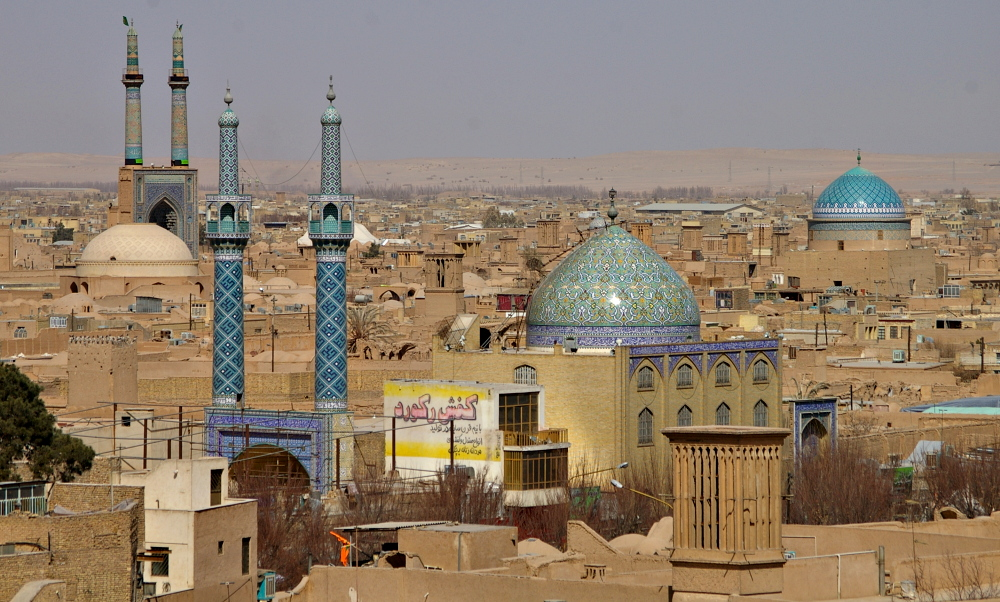
دورنمایی از گنبدها و گلدسته‌های یزد
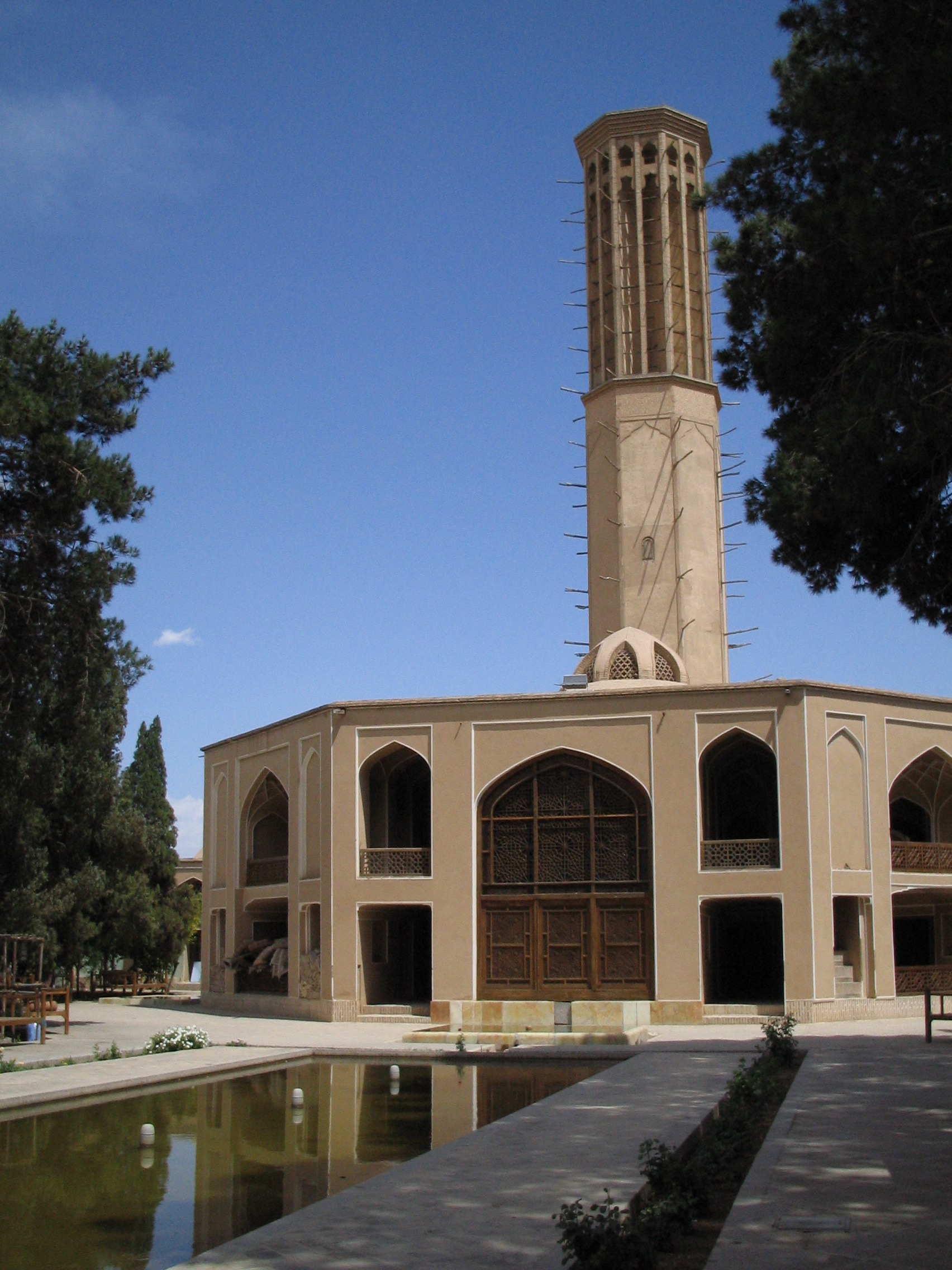
باغ دولت آباد چهارمنار
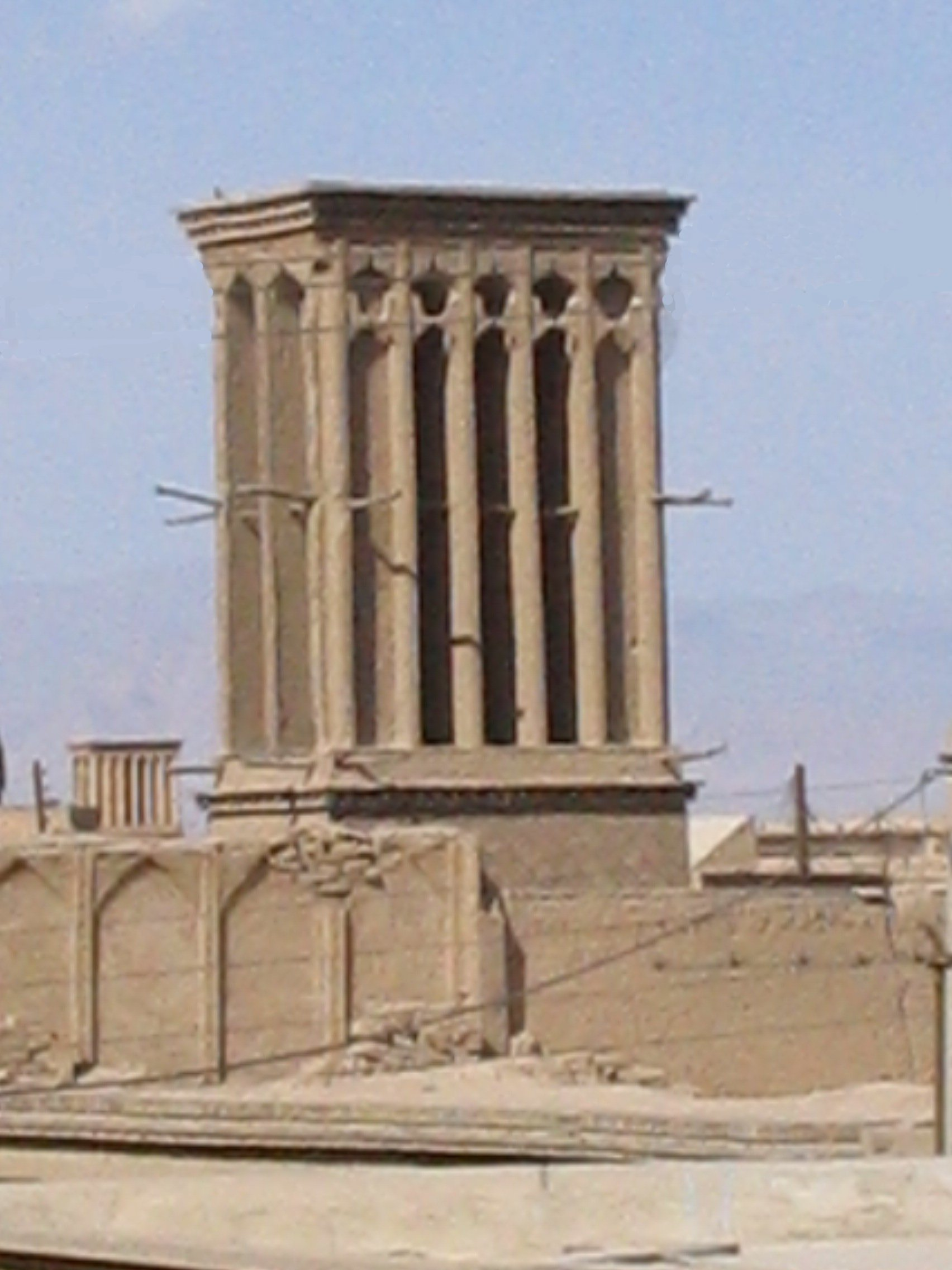
بادگیر یزدی
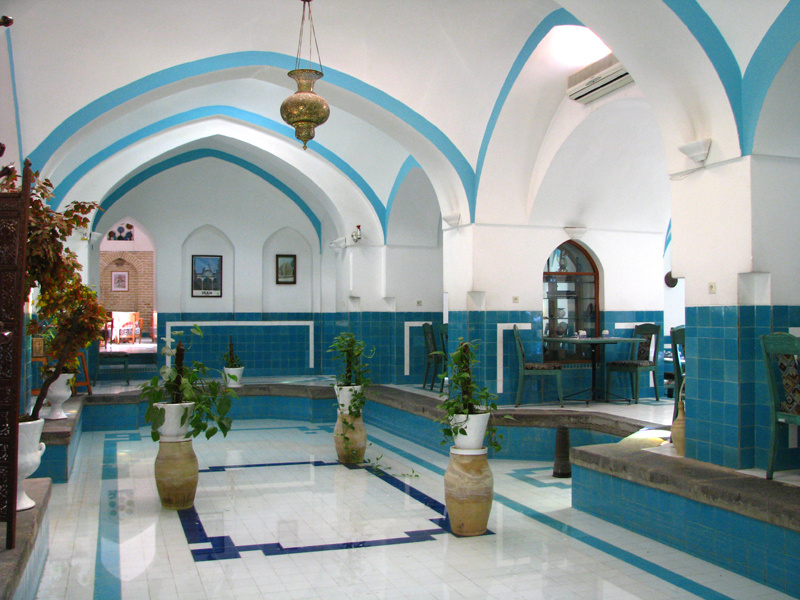
حمام خان یزد
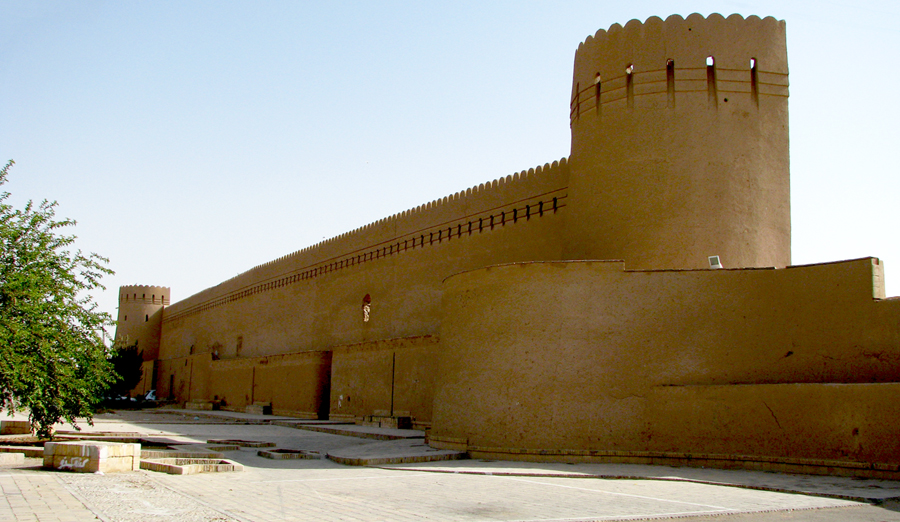
برج و باروی قدیم یزد
قبه دوازده امام یزد
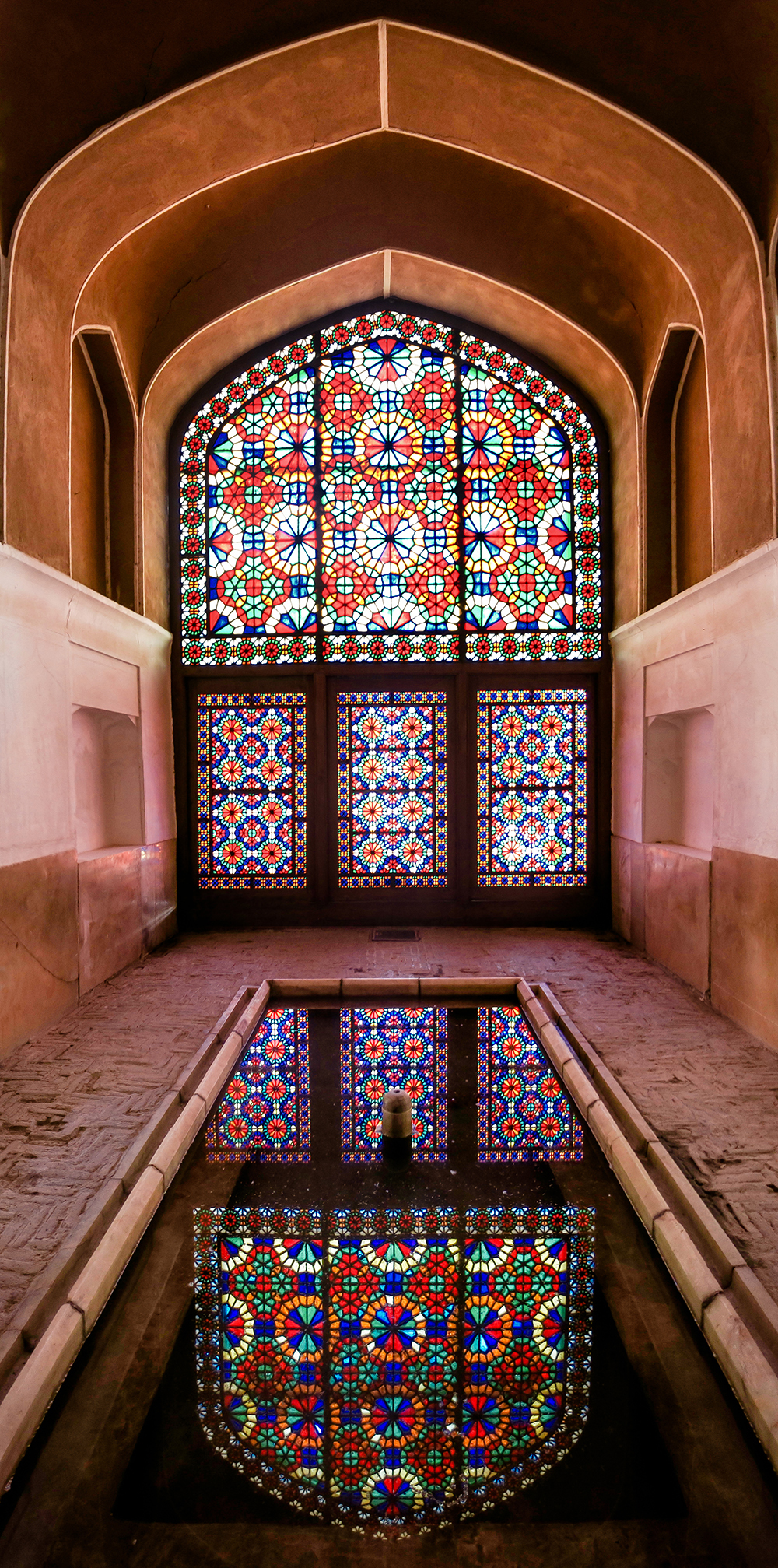
باغ دولت آباد چهارمنار
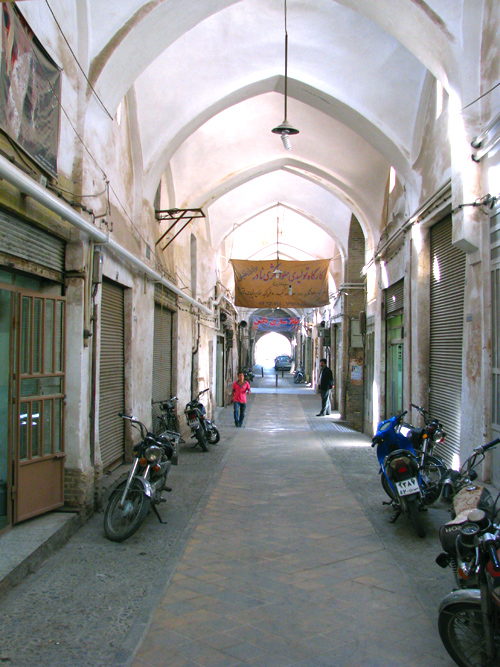
قسمتی از بازار پنجه علی یزد
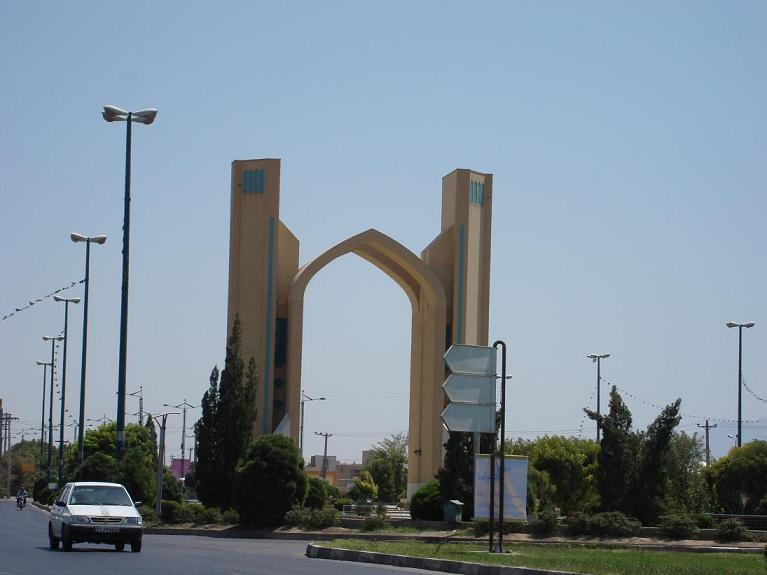
دروازه قرآن یزد
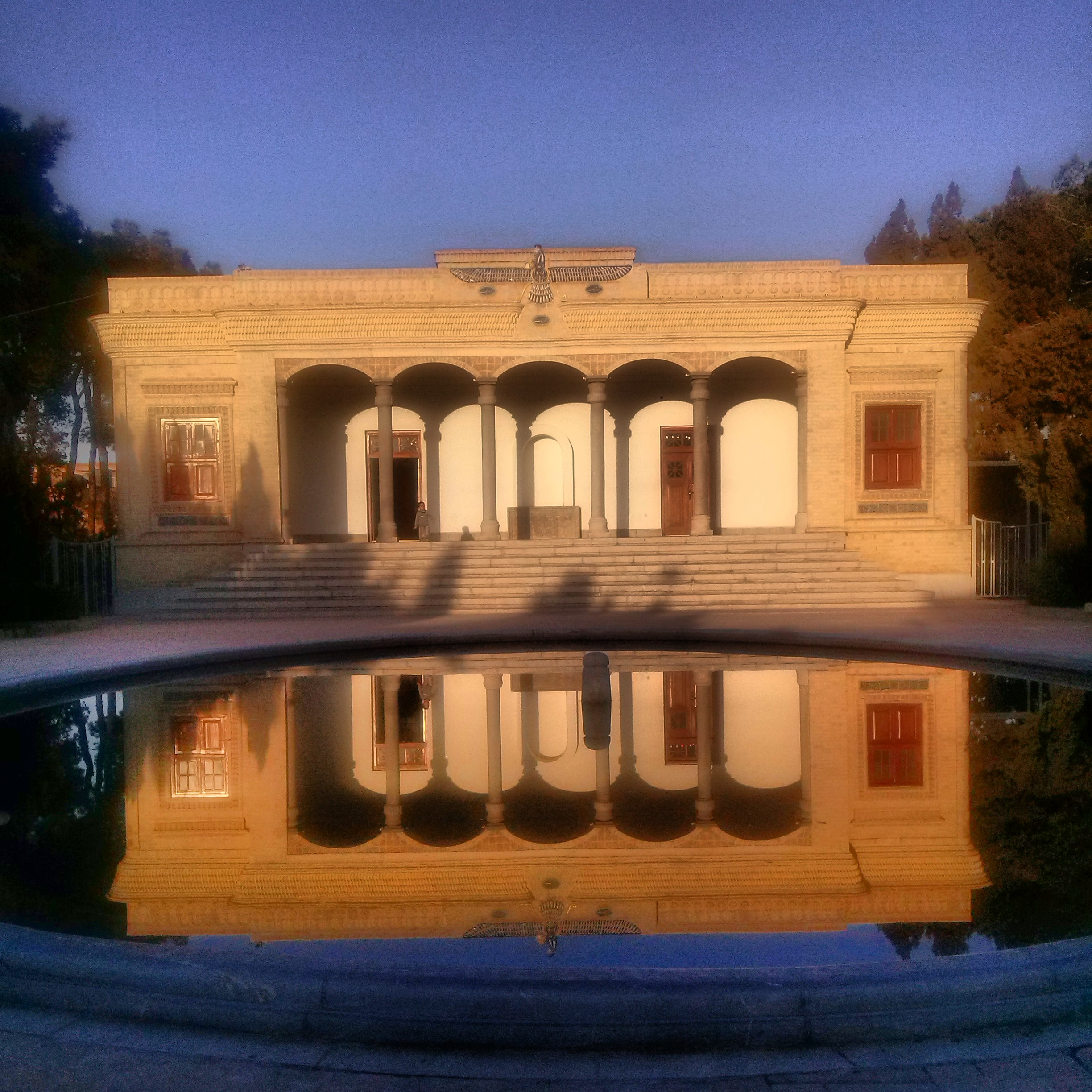
آتشکده زرتشتیان
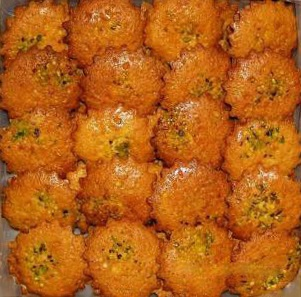
کیک یزدی